# Olympische Sommerspiele 2024
| Medaillenspiegel               | Medaillenspiegel   | Medaillenspiegel | Medaillenspiegel | Medaillenspiegel | Medaillenspiegel |
| Platz                          | Land               | G                | S                | B                | Ges.             |
| ------------------------------ | ------------------ | ---------------- | ---------------- | ---------------- | ---------------- |
| 1.                             | Vereinigte Staaten | 40               | 44               | 42               | 126              |
| 2.                             | China              | 40               | 27               | 24               | 91               |
| 3.                             | Japan              | 20               | 12               | 13               | 45               |
| 4.                             | Australien         | 18               | 19               | 16               | 53               |
| 5.                             | Frankreich         | 16               | 26               | 22               | 64               |
| 6.                             | Niederlande        | 15               | 7                | 12               | 34               |
| 7.                             | Großbritannien     | 14               | 22               | 29               | 65               |
| 8.                             | Südkorea           | 13               | 9                | 10               | 32               |
| 9.                             | Italien            | 12               | 13               | 15               | 40               |
| 10.                            | Deutschland        | 12               | 13               | 8                | 33               |
| …                              | …                  | …                | …                | …                | …                |
| 36.                            | Österreich         | 2                | —                | 3                | 5                |
| …                              | …                  | …                | …                | …                | …                |
| 48.                            | Schweiz            | 1                | 2                | 5                | 8                |
| Vollständiger Medaillenspiegel |                    |                  |                  |                  |                  |

Die Olympischen Sommerspiele 2024 (offiziell: Spiele der XXXIII. Olympiade, französisch Jeux olympiques d’été de 2024) fanden vom 26. Juli bis zum 11. August 2024 hauptsächlich in der französischen Hauptstadt Paris statt, mit einzelnen Wettbewerben in ganz Frankreich. Ab dem 24. Juli wurden in vier Sportarten bereits die ersten Vorrunden ausgetragen. Die Stadt richtete die Olympischen Sommerspiele nach 1900 und 1924 zum dritten Mal aus. Mit den Olympischen Winterspielen von 1924, 1968 und 1992 fanden die Olympischen Spiele insgesamt zum sechsten Mal in Frankreich statt. Die Spiele wurden gemeinsam mit den Paralympischen Spielen ausgetragen, die zwei Wochen später ebenfalls in Paris stattfanden. Gemeinsam wurde das Sportevent auch als Paris 2024 vermarktet.
Erfolgreichste Nation wurden mit 126 Medaillen erneut die Vereinigten Staaten. Gastgeberland Frankreich erreichte mit 16 Goldmedaillen Platz fünf im Medaillenspiegel, Deutschland mit 12 Goldmedaillen Platz zehn und damit die niedrigste Platzierung seit der Wiedervereinigung.
In der Bewerbung um die Olympischen Sommerspiele 2024 waren öffentliche Ausgaben von 2,4 Milliarden Euro veranschlagt. Der Rechnungshof Frankreichs hat im Juni 2025 eine vorläufige Bilanz bezüglich den Kosten für die Olympischen Sommerspiele 2024 publiziert. Demnach wurden öffentliche Gelder von insgesamt rund 6 Milliarden Euro für die Organisation der Olympischen Sommerspiele 2024 und für die Errichtung der damit verbundenen Infrastruktur aufgewendet. Manche Kosten, unter anderem für die Reinigung der Seine in Höhe von 1,4 Milliarden Euro, wurden im vorläufigen Bericht des Rechnungshofes nicht berücksichtigt. Per Gesetz hat der Rechnungshof dem Parlament den Abschlussbericht vorzulegen.

## Bewerberstädte
Die Nationalen Olympischen Komitees waren dazu aufgerufen, ihre Kandidaturen bis 15. September 2015 beim Internationalen Olympischen Komitee (IOC) einzureichen. Am 16. September 2015 gab das IOC bekannt, dass sich Budapest, Hamburg, Los Angeles, Paris und Rom um die Austragung der Olympischen Spiele 2024 bewerben wollen.
Hamburg zog seine Bewerbung zurück, nachdem sich seine Bewohner bei einem Referendum am 29. November 2015 knapp mit 51,6 % gegen eine Bewerbung entschieden hatten. Die Bewerbung Roms wurde am 29. September 2016 durch den Stadtrat zurückgezogen. Am 22. Februar 2017 zog auch Budapest seine Bewerbung zurück.
Am 31. Juli 2017 zog Los Angeles seine Bewerbung zurück und bewarb sich als einzige Stadt für die Olympischen Spiele 2028. Dadurch verblieb Paris als einziger Kandidat für 2024. Das IOC hatte am 11. Juli 2017 in Lausanne eine Doppelvergabe beschlossen, sofern sich Paris und Los Angeles auf ein bindendes Abkommen über die Bedingungen verständigen. Auf der IOC-Vollversammlung am 13. September 2017 in Lima (Peru) wurde einstimmig ein entsprechender Vertrag gebilligt.
Paris richtete damit zum dritten Mal – nach 1900 und 1924 – die Olympischen Spiele aus. Einzig London war bereits dreimal Gastgeber von Sommerspielen: 1908, 1948 und 2012.

## Logo, Maskottchen und Musik
Das endgültige Logo für die Olympischen Spiele 2024 wurde am 21. Oktober 2019 im Pariser Kino Le Grand Rex erstmalig der Öffentlichkeit präsentiert. Der Entwurf stammt von dem französischen Designer Sylvain Boyer in Zusammenarbeit mit den Agenturen Ecobranding & Royalties. Hauptbestandteil – neben dem Schriftzug im Art-déco-Stil, der an die zuletzt vor 100 Jahren in Paris stattgefundenen Olympischen Spiele von 1924 erinnert, und den klassischen olympischen Ringen – ist eine sogenannte Kippfigur, gehalten in den Farben Gold und Weiß; sie ist kreisrund und vereint drei Symbole: die Goldmedaille, die olympische Flamme und ein Frauengesicht, reduziert auf Frisur und Mund. 2024 traten die Olympischen sowie auch die Paralympischen Spiele erstmalig mit demselben Logo auf.
Als Maskottchen der Olympischen Spiele 2024 wurden rote Figuren in Form von phrygischen Mützen gewählt. Das Maskottchen der Olympischen Spiele hieß „olympische Phryge“, trug weiße Sportschuhe, eine blaue Hose und hatte zwei Fähnchen mit der französischen Nationalflagge nach hinten am rechten Auge. Die Figur für die Paralympics heißt „paralympische Phryge“, trägt links einen roten Sportschuh und rechts eine Unterschenkelprothese, eine weiße Hose und die Fähnchen sind links angebracht.
Das französische Motto Ouvrons grand les Jeux („Öffnen wir die Spiele weit“) ist ein Wortspiel mit der Alltagswendung Ouvrons grand les yeux („Öffnen wir die Augen weit“) und bezieht seinen Reiz aus diesem Anklang, der sich in Übersetzungen nicht adäquat wiedergeben lässt.
Während der Zeremonien und bei den Siegerehrungen wurde das offizielle musikalische Theme Parade eingespielt, das von Victor Le Masne komponiert worden war, einem Vertreter des French touch.
Das offiziell ausgeteilte Wasser an die Sportler war die Marke Chaudfontaine aus Belgien.

## Wettkampfstätten

### Stadt Paris
| Wettkampfstätte                                        | Wettkampfstätte                                        | Sportarten                          | Kapazität         | Bau       |
| ------------------------------------------------------ | ------------------------------------------------------ | ----------------------------------- | ----------------- | --------- |
| Stade Roland Garros                                    | Stade Roland Garros                                    | Tennis                              | 37.475 Sitzplätze | vorhanden |
| Stade Roland Garros-Court Suzanne Lenglen              | Stade Roland Garros-Court Suzanne Lenglen              | Boxen                               | 10.068 Sitzplätze | vorhanden |
| Parc des Princes                                       | Parc des Princes                                       | Fußball                             | 47.926 Sitzplätze | vorhanden |
| Grand Palais                                           | Grand Palais                                           | Fechten                             | 8.000 Sitzplätze  | vorhanden |
| Grand Palais                                           | Grand Palais                                           | Taekwondo                           | 8.000 Sitzplätze  | vorhanden |
| Arena Champ-de-Mars                                    | Arena Champ-de-Mars                                    | Judo                                | 8.356 Sitzplätze  | vorhanden |
| Arena Champ-de-Mars                                    | Arena Champ-de-Mars                                    | Ringen                              | 8.356 Sitzplätze  | vorhanden |
| Arena Paris Sud                                        | Halle 1                                                | Volleyball                          | 12.000 Sitzplätze | vorhanden |
| Arena Paris Sud                                        | Halle 4                                                | Tischtennis                         | 6.650 Sitzplätze  | vorhanden |
| Arena Paris Sud                                        | Halle 6                                                | Gewichtheben                        | 5.000 Sitzplätze  | vorhanden |
| Arena Paris Sud                                        | Halle 6                                                | Handball (Vorrunde)                 | 7.800 Sitzplätze  | vorhanden |
| Arena Bercy                                            | Arena Bercy                                            | Basketball (Finalrunde)             | 15.000 Sitzplätze | vorhanden |
| Arena Bercy                                            | Arena Bercy                                            | Trampolinturnen                     | 15.000 Sitzplätze | vorhanden |
| Arena Bercy                                            | Arena Bercy                                            | Turnen                              | 15.000 Sitzplätze | vorhanden |
| Arena Porte de la Chapelle                             | Arena Porte de la Chapelle                             | Badminton                           | 6.700 Sitzplätze  | Neubau    |
| Arena Porte de la Chapelle                             | Arena Porte de la Chapelle                             | Rhythmische Sportgymnastik          | 8.000 Sitzplätze  | Neubau    |
| Esplanade des Invalides                                | Esplanade des Invalides                                | Bogenschießen                       | 8.000 Sitzplätze  | temporär  |
| Esplanade des Invalides                                | Esplanade des Invalides                                | Radsport (Start Zeitfahren)         | 8.000 Sitzplätze  | temporär  |
| Esplanade des Invalides                                | Esplanade des Invalides                                | Marathon (Ziel)                     | 8.000 Sitzplätze  | temporär  |
| Stade Tour Eiffel                                      | Stade Tour Eiffel                                      | Beachvolleyball                     | 12.860 Sitzplätze | temporär  |
| Pont Alexandre III                                     | Pont Alexandre III                                     | Radsport (Ziel Zeitfahren)          | 1.500 Plätze      | temporär  |
| Pont Alexandre III                                     | Pont Alexandre III                                     | Freiwasserschwimmen (Start/Ziel)    | 1.500 Plätze      | temporär  |
| Pont Alexandre III                                     | Pont Alexandre III                                     | Triathlon (Schwimmen)               | 1.500 Plätze      | temporär  |
| Jardins du Trocadéro                                   | Jardins du Trocadéro                                   | Radsport (Start/Ziel Straßenrennen) | 3.349 Plätze      | temporär  |
| Pont d’Iéna                                            | Pont d’Iéna                                            | Gehen (Start/Ziel)                  |                   | temporär  |
| Place de la Concorde                                   | Place de la Concorde                                   | Breaking                            | 30.000 Plätze     | temporär  |
| Place de la Concorde                                   | Place de la Concorde                                   | BMX-Freestyle                       | 30.000 Plätze     | temporär  |
| Place de la Concorde                                   | Place de la Concorde                                   | Skateboard                          | 30.000 Plätze     | temporär  |
| Place de la Concorde                                   | Place de la Concorde                                   | 3×3-Basketball                      | 30.000 Plätze     | temporär  |
| Place de l’Hôtel de Ville – Esplanade de la Libération | Place de l’Hôtel de Ville – Esplanade de la Libération | Marathon (Start)                    |                   | temporär  |

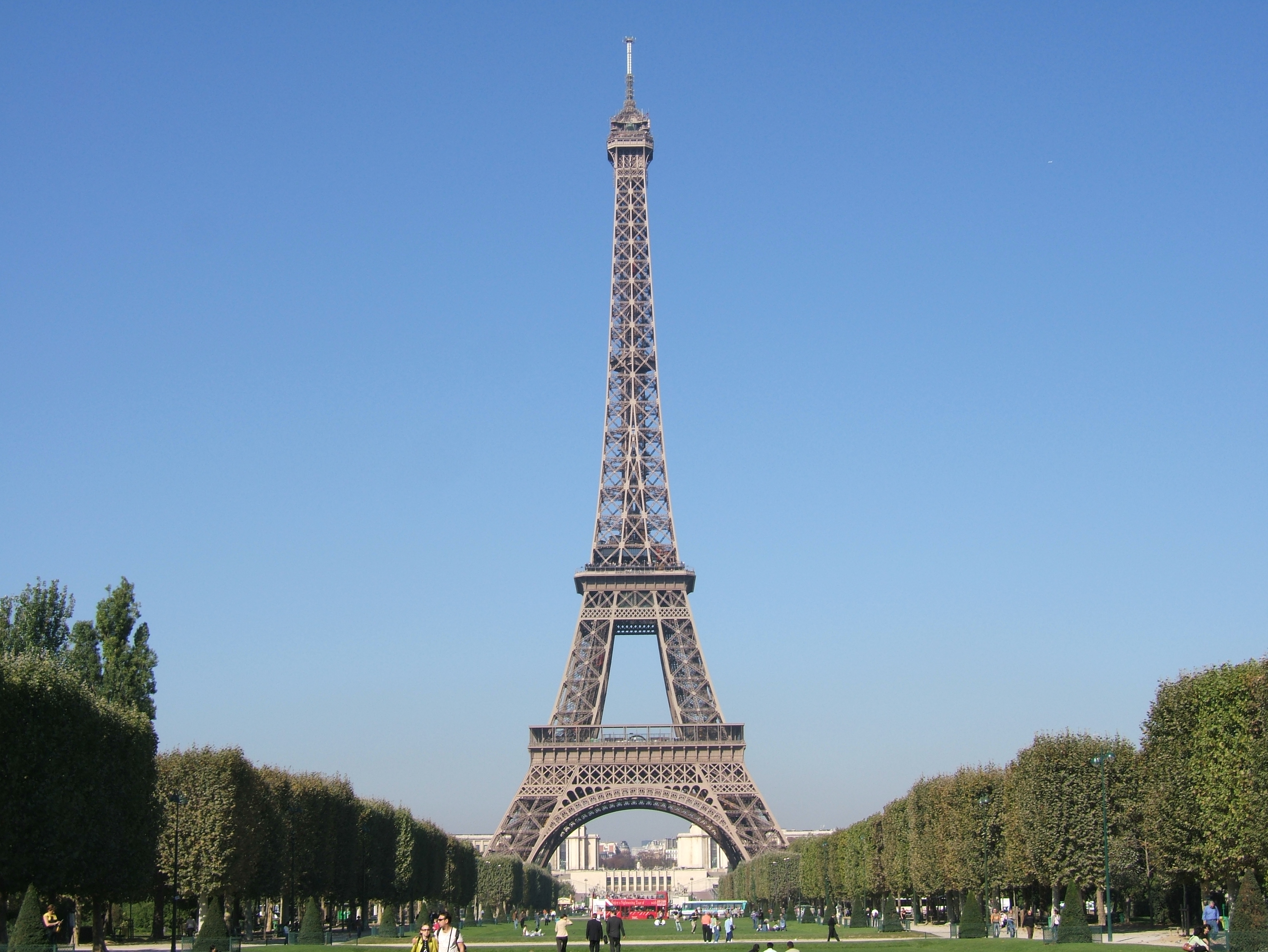
Eiffelturm vom Champ de Mars aus gesehen
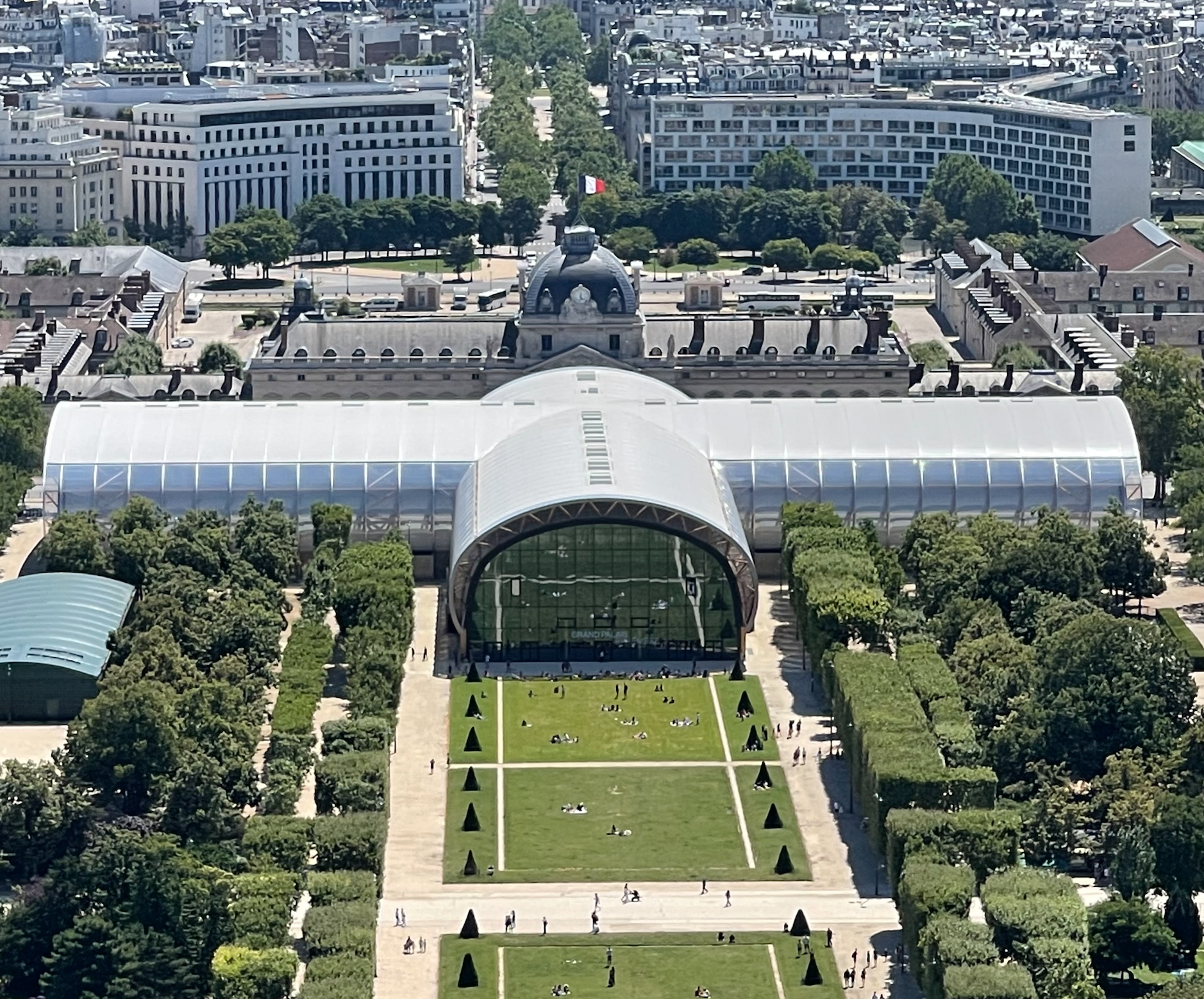
Arena Champ-de-Mars
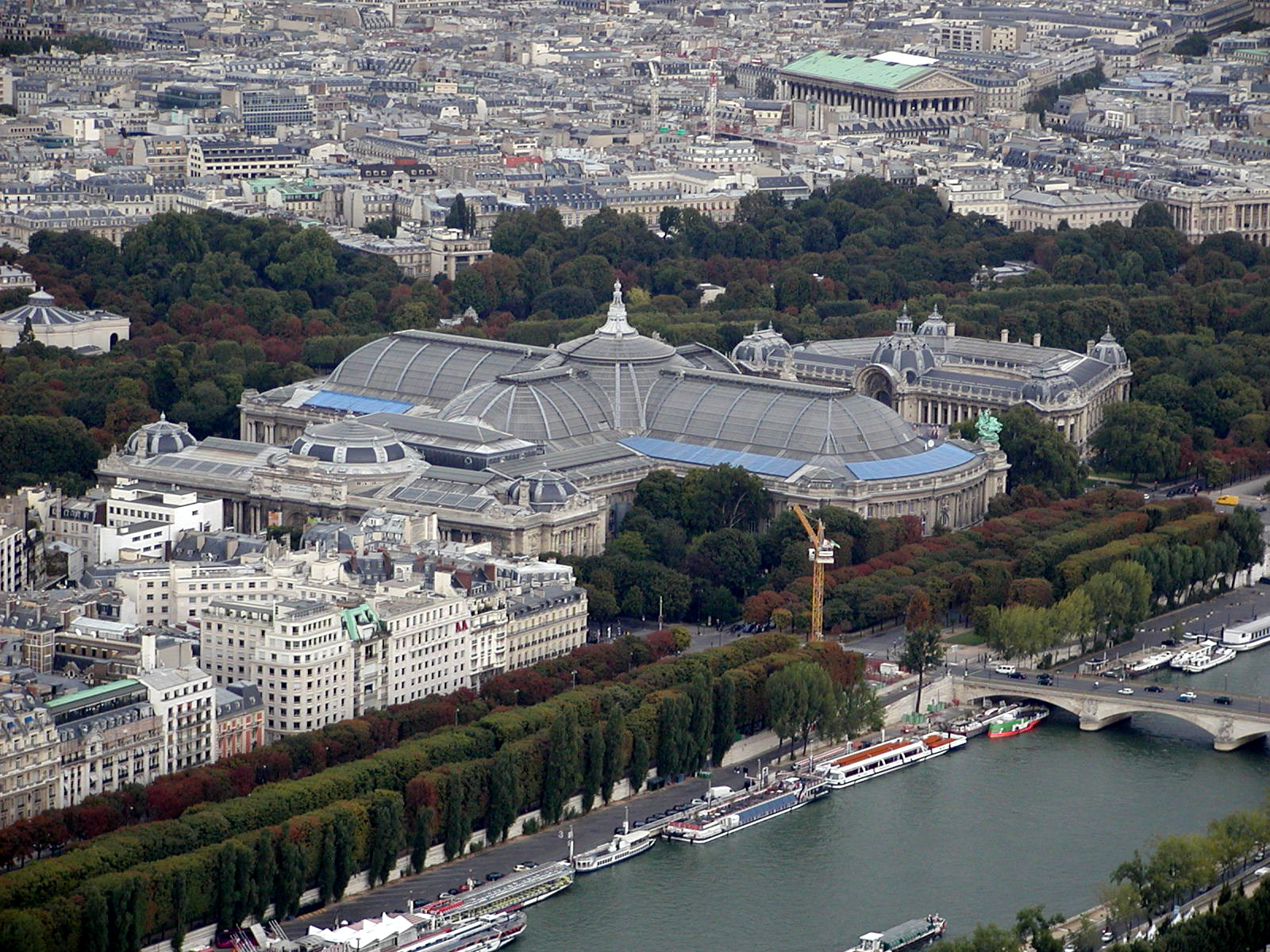
Grand Palais
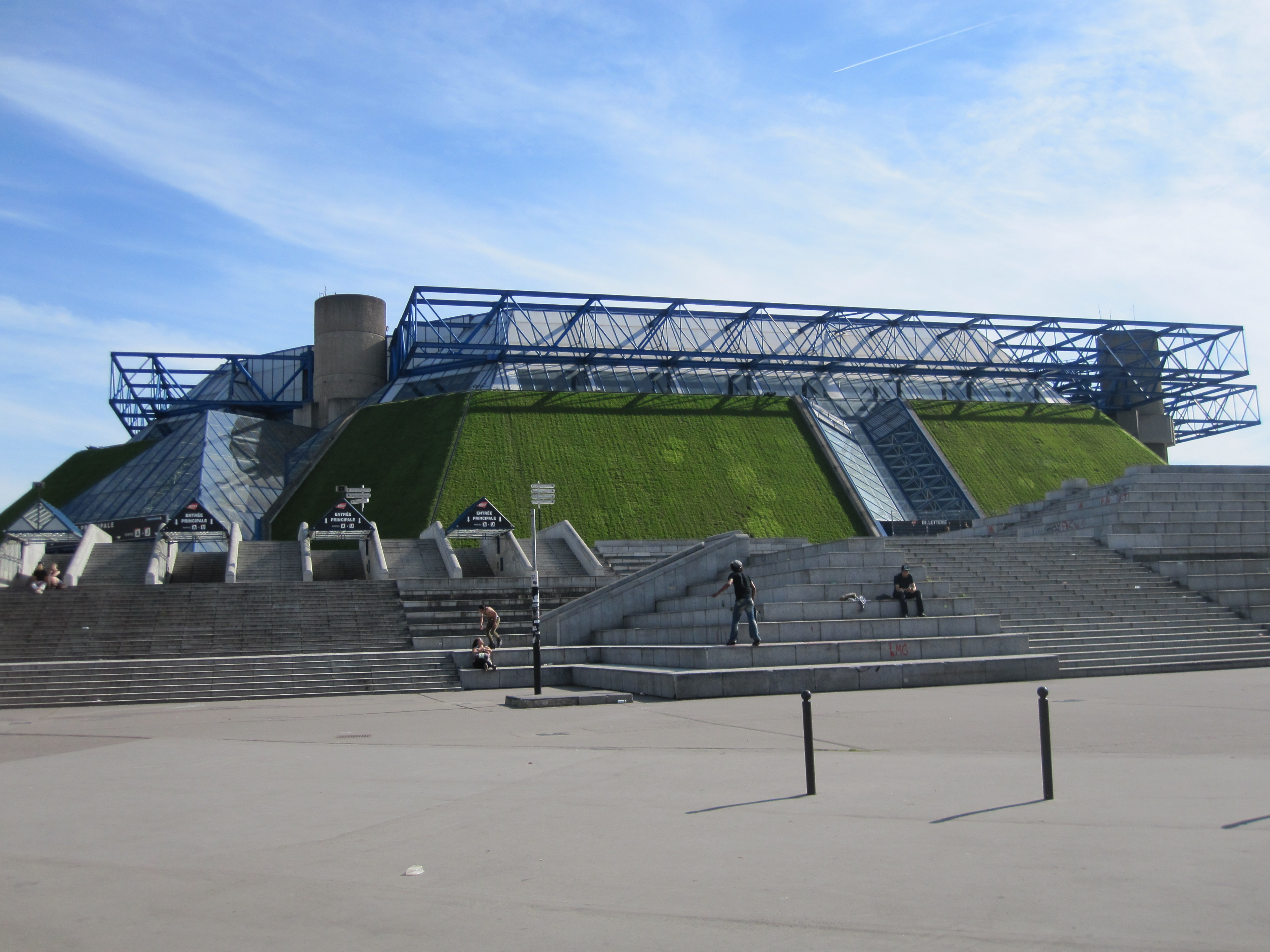
Arena Bercy
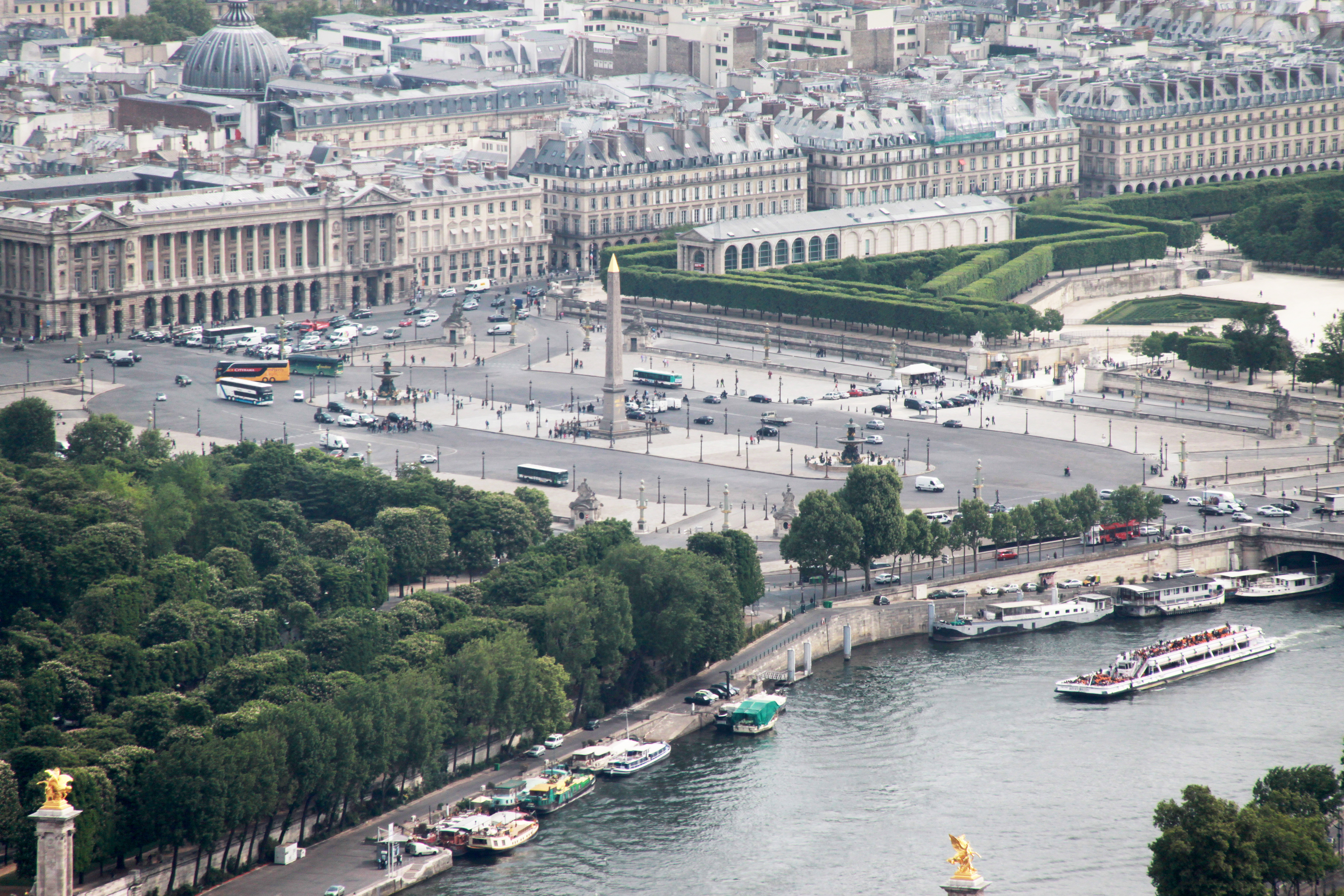
Place de la Concorde

### Großraum Paris
| Wettkampfstätte                        | Ort                                   | Sportarten                   | Kapazität                           | Bau                   |
| -------------------------------------- | ------------------------------------- | ---------------------------- | ----------------------------------- | --------------------- |
| Stade de France                        | Saint Denis                           | Leichtathletik               | 77.083 Sitzplätze                   | vorhanden             |
| Stade de France                        | Saint Denis                           | 7er-Rugby                    | 77.083 Sitzplätze                   | vorhanden             |
| Stade de France                        | Saint Denis                           | Schlussfeier                 | 77.083 Sitzplätze                   | vorhanden             |
| Centre Aquatique Olympique             | Saint Denis                           | Wasserspringen               | 5.000 Sitzplätze                    | neu                   |
| Centre Aquatique Olympique             | Saint Denis                           | Synchronschwimmen            | 5.000 Sitzplätze                    | neu                   |
| Centre Aquatique Olympique             | Saint Denis                           | Wasserball (Vorrunde)        | 5.000 Sitzplätze                    | neu                   |
| Paris La Défense Arena                 | Nanterre                              | Schwimmen                    | 17.000 Sitzplätze                   | vorhanden             |
| Paris La Défense Arena                 | Nanterre                              | Wasserball (Finalrunde)      | 17.000 Sitzplätze                   | vorhanden             |
| Stade Olympique Yves-du-Manoir         | Colombes                              | Hockey                       | 15.000 Sitzplätze                   | vorhanden – renoviert |
| Site d’escalade du Bourget             | Le Bourget                            | Sportklettern                | 6.000 Plätze                        | temporär              |
| Gärten des Schlosses Versailles        | Versailles                            | Dressur                      | 80.000 Sitzplätze (22.000 + 58.000) | temporär              |
| Gärten des Schlosses Versailles        | Versailles                            | Springreiten                 | 80.000 Sitzplätze (22.000 + 58.000) | temporär              |
| Gärten des Schlosses Versailles        | Versailles                            | Vielseitigkeitsreiten        | 80.000 Sitzplätze (22.000 + 58.000) | temporär              |
| Gärten des Schlosses Versailles        | Versailles                            | Moderner Fünfkampf           | 80.000 Sitzplätze (22.000 + 58.000) | temporär              |
| Le Golf National                       | Guyancourt bei Versailles             | Golf                         | 32.720 Plätze                       | vorhanden             |
| Colline d’Élancourt                    | Élancourt bei Versailles              | Mountainbike                 | 15.000 Plätze                       | vorhanden             |
| Vélodrome National                     | Montigny-le-Bretonneux bei Versailles | Bahnradsport                 | 5.000 Sitzplätze                    | vorhanden             |
| Stade BMX de Saint-Quentin-en-Yvelines | Montigny-le-Bretonneux bei Versailles | BMX-Rennsport                | 3.000 Sitzplätze                    | vorhanden             |
| Arena Paris Nord                       | Villepinte                            | Boxen (Qualifikation)        | 6.000 Sitzplätze                    | vorhanden             |
| Arena Paris Nord                       | Villepinte                            | Moderner Fünfkampf (Fechten) | 6.000 Sitzplätze                    | vorhanden             |
| Stade nautique de Vaires-sur-Marne     | Vaires-sur-Marne                      | Rudern                       | 24.000 Plätze                       | vorhanden             |
| Stade nautique de Vaires-sur-Marne     | Vaires-sur-Marne                      | Kanu                         | 24.000 Plätze                       | vorhanden             |
| Stade d’eau vive Vaires-sur-Marne      | Vaires-sur-Marne                      | Kanuslalom                   | 12.000 Sitzplätze                   | vorhanden             |

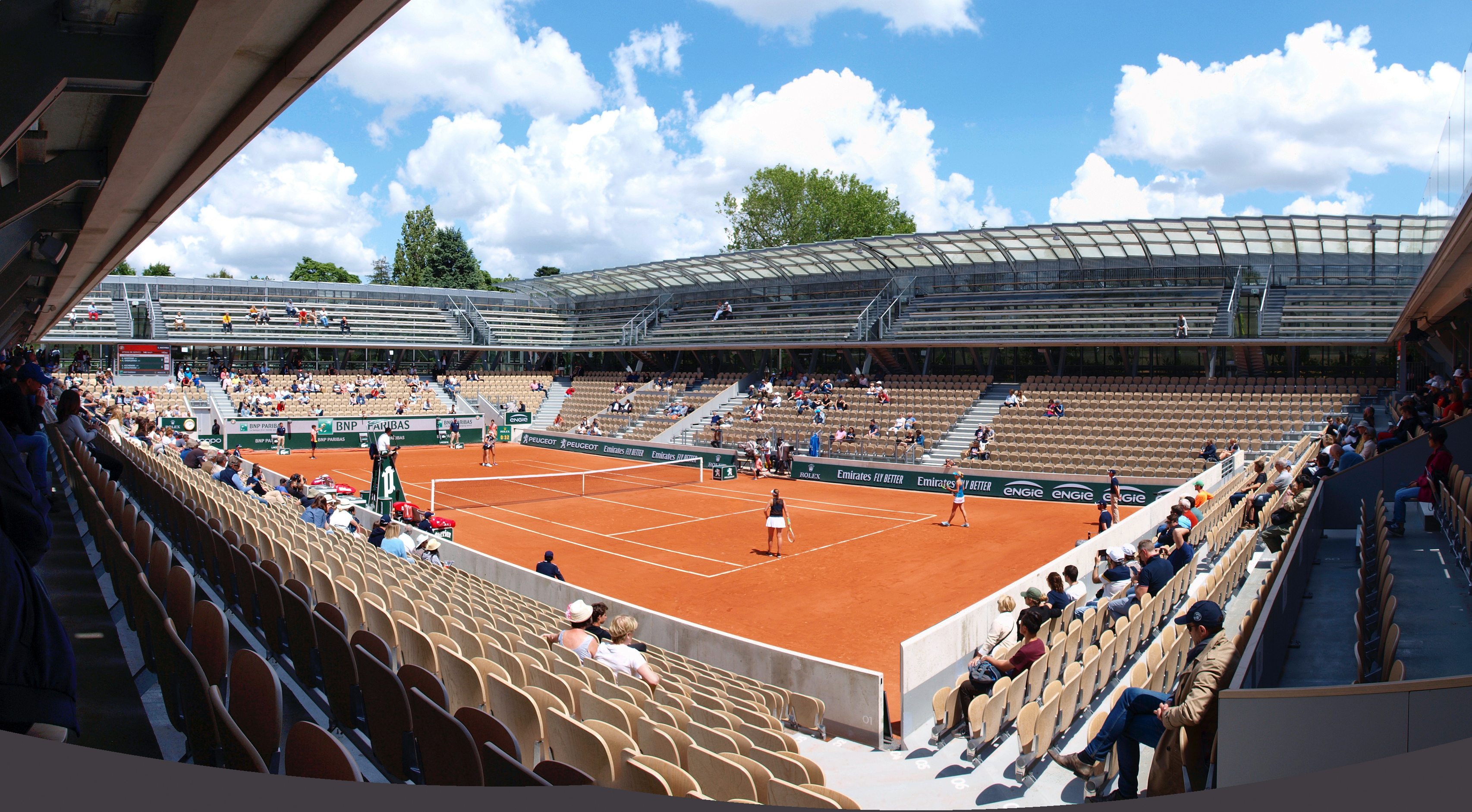
Stade Roland Garros
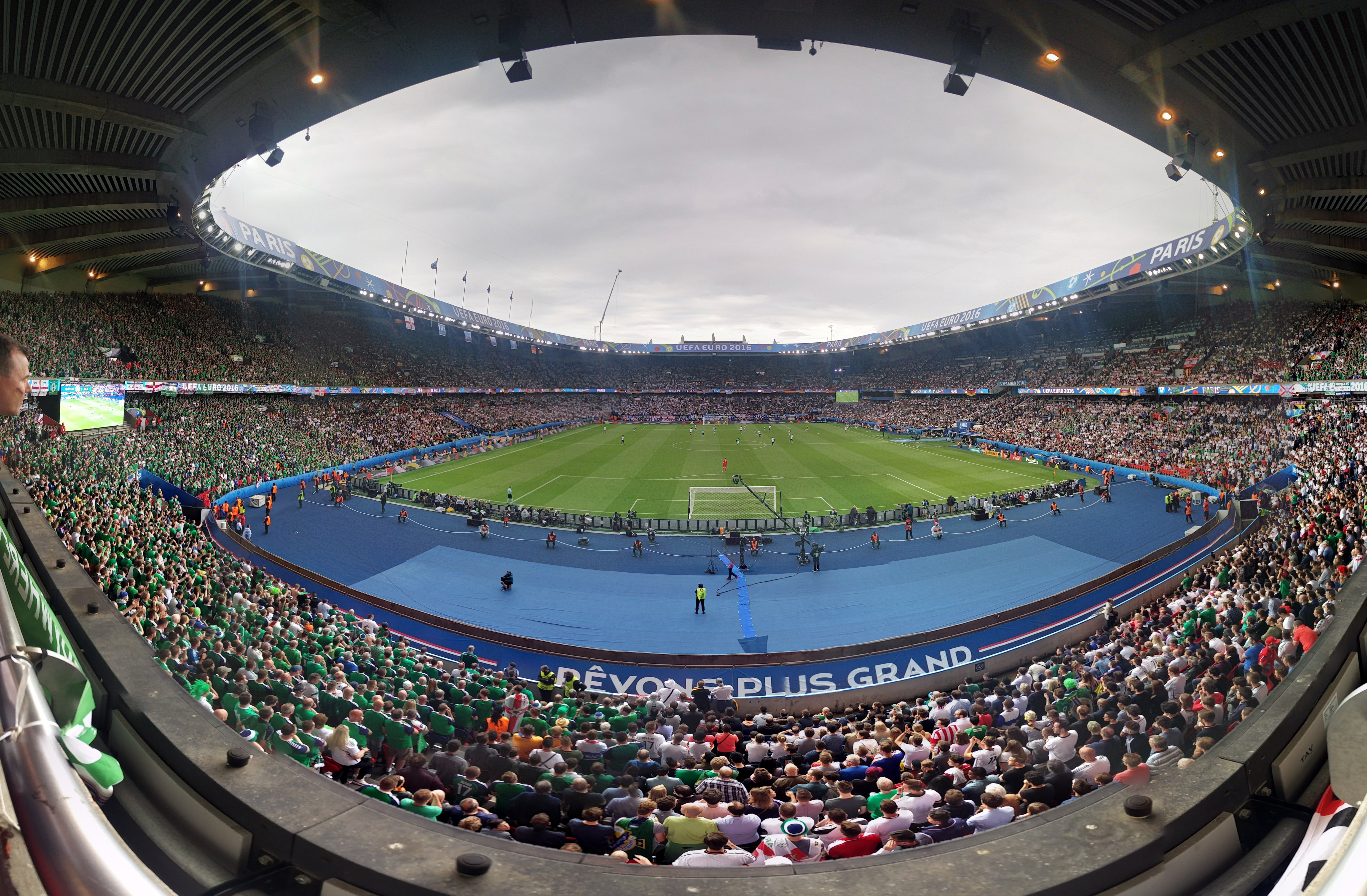
Parc des Princes
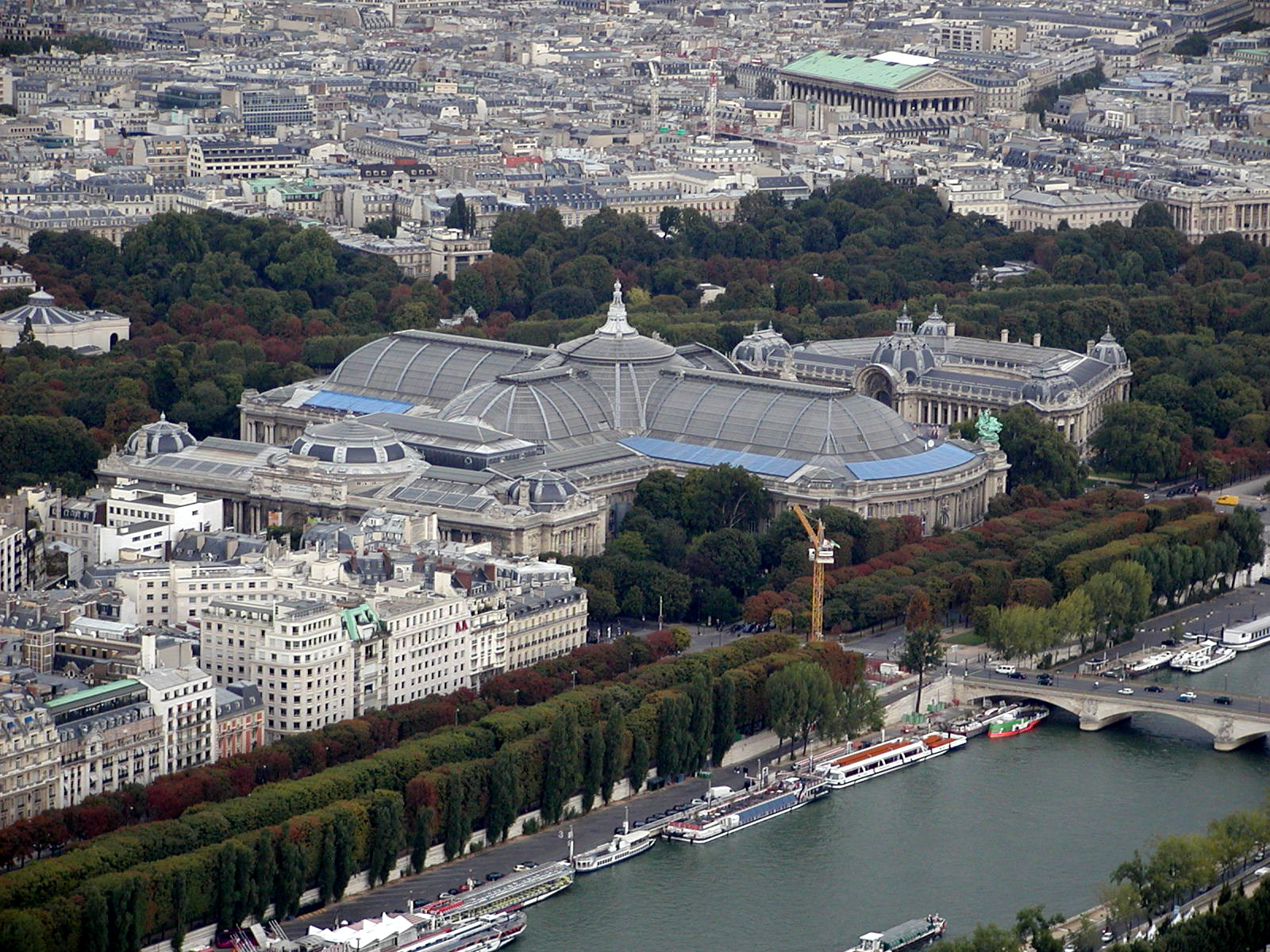
Grand Palais
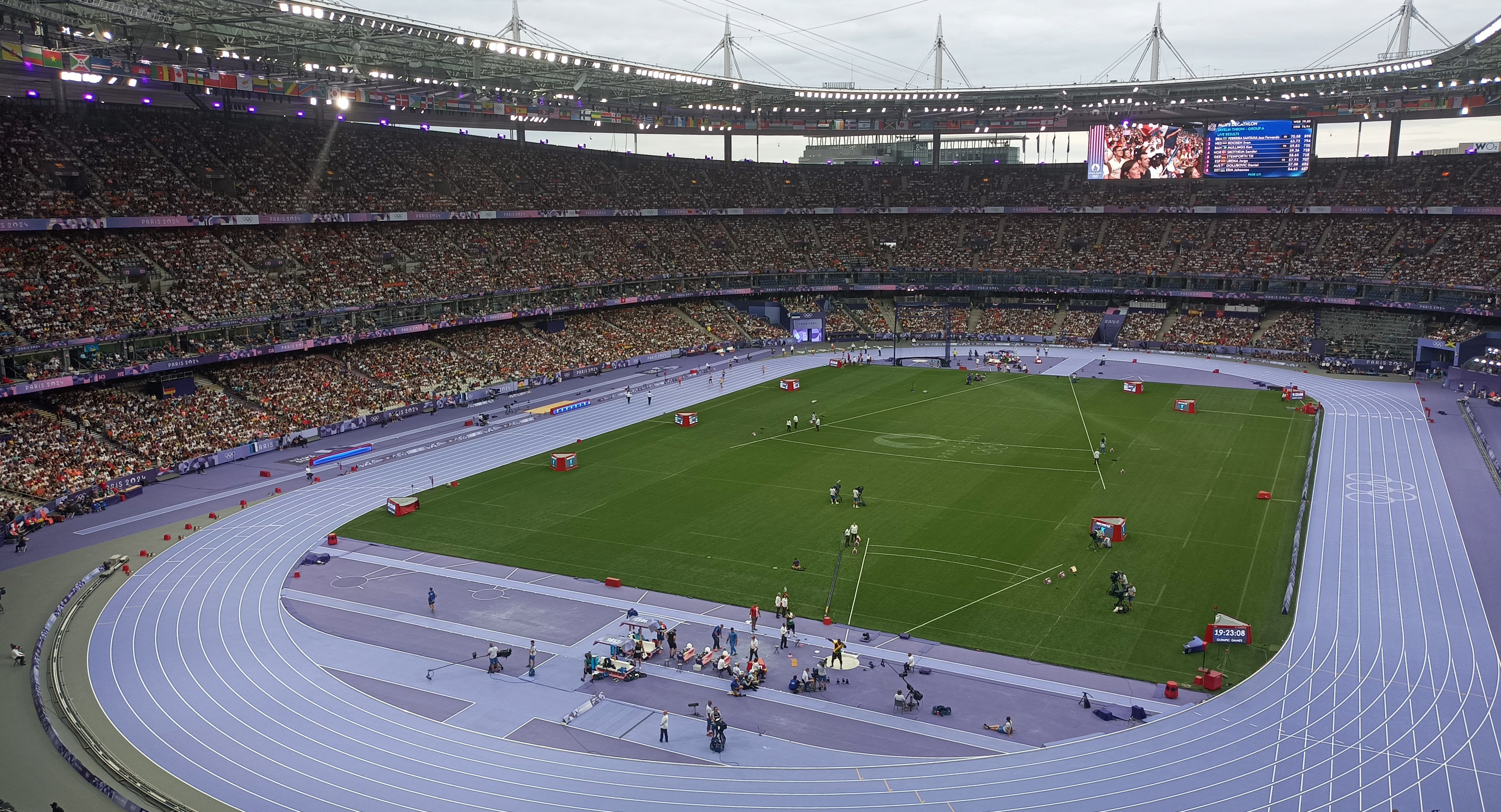
Stade de France
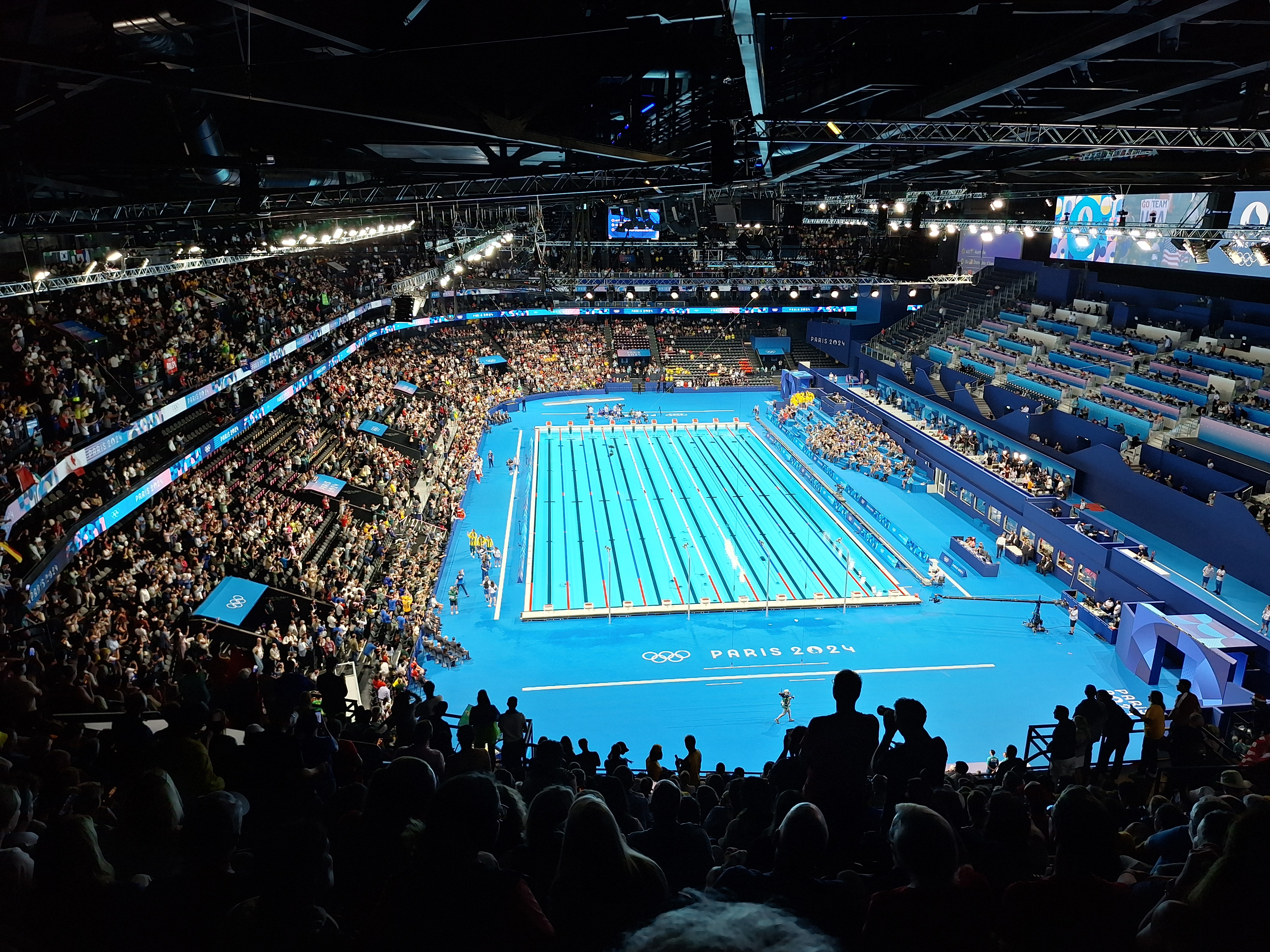
Paris La Défense Arena
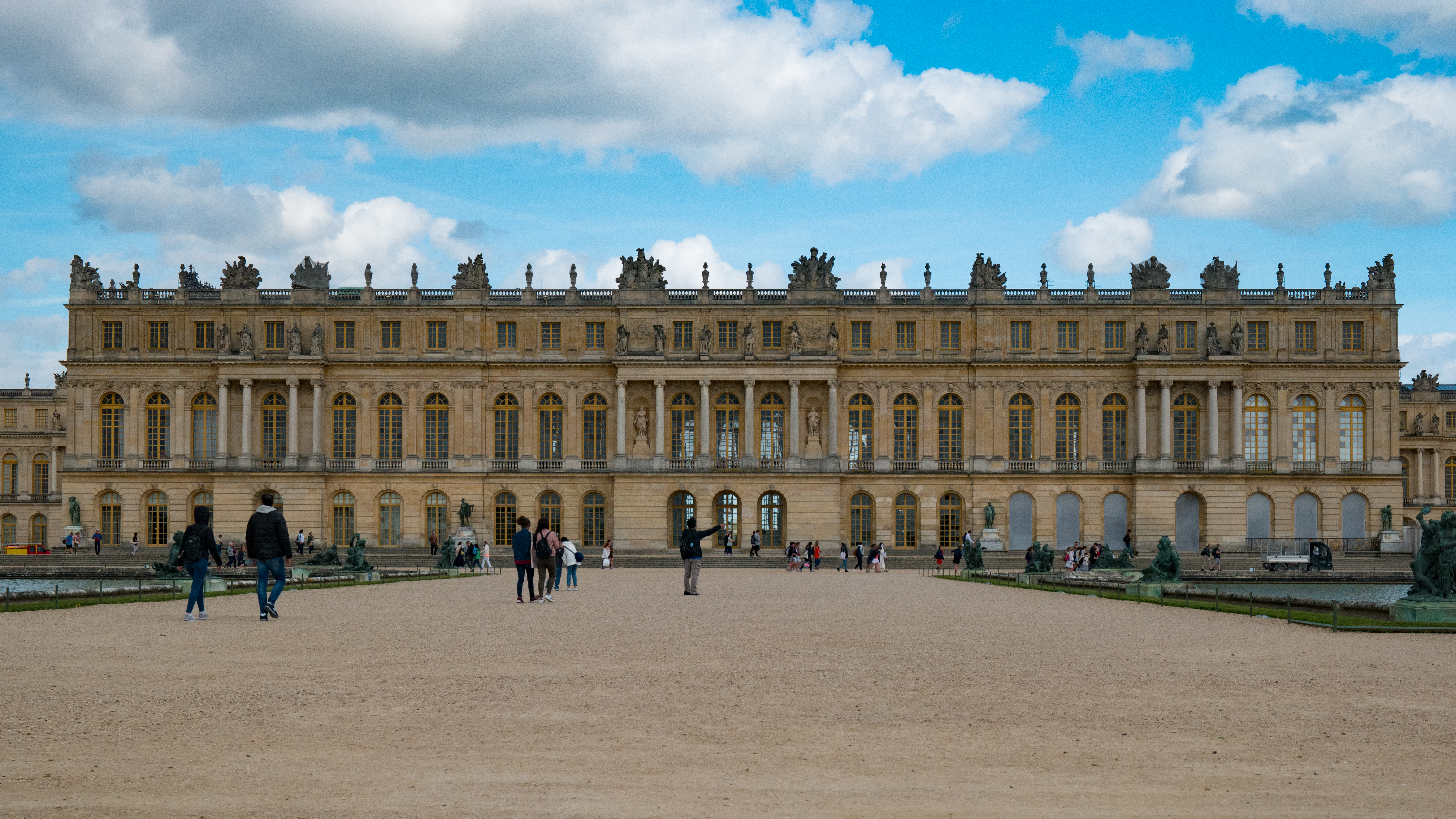
Schloss Versailles
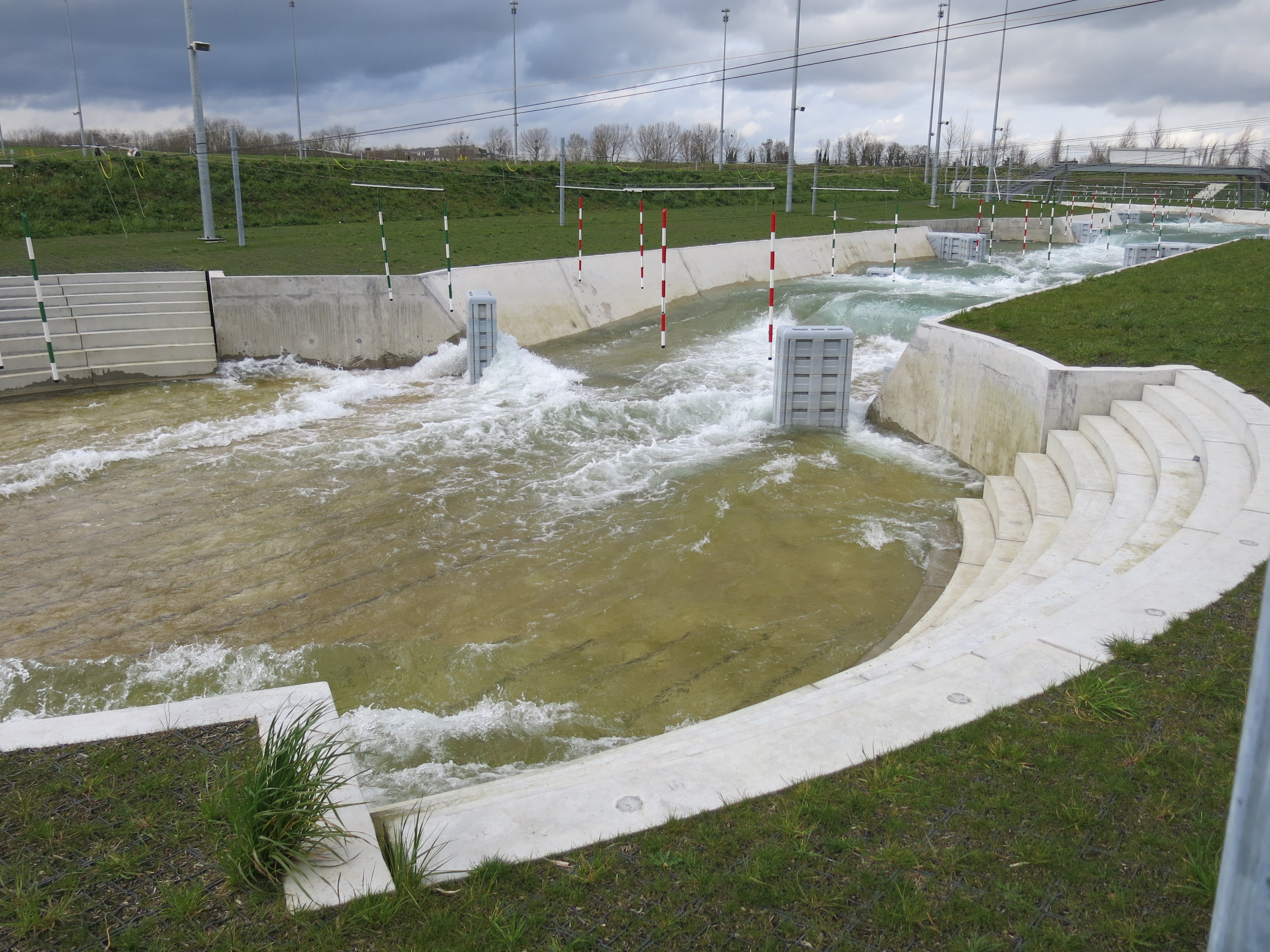
Stade d’eau vive Vaires-sur-Marne

### Weitere Wettkampfstätten in Frankreich und Französisch-Polynesien
| Wettkampfstätte                | Ort                                          | Sportarten            | Kapazität         | Bau       |
| ------------------------------ | -------------------------------------------- | --------------------- | ----------------- | --------- |
| Stade Pierre-Mauroy            | Villeneuve-d’Ascq bei Lille                  | Handball (Finalrunde) | 27.000 Sitzplätze | vorhanden |
| Stade Pierre-Mauroy            | Villeneuve-d’Ascq bei Lille                  | Basketball (Vorrunde) | 27.000 Sitzplätze | vorhanden |
| Centre National de Tir Sportif | Déols bei Châteauroux                        | Schießen              | 4.120 Sitzplätze  | vorhanden |
| Marina de Marseille            | Marseille                                    | Segeln                | 12.262 Plätze     | vorhanden |
| Stade de Bordeaux              | Bordeaux                                     | Fußball               | 42.000 Sitzplätze | vorhanden |
| Stade de Lyon                  | Décines-Charpieu bei Lyon                    | Fußball               | 59.186 Sitzplätze | vorhanden |
| Stade Vélodrome                | Marseille                                    | Fußball               | 67.394 Sitzplätze | vorhanden |
| Stade Louis-Fonteneau          | Nantes                                       | Fußball               | 37.473 Sitzplätze | vorhanden |
| Stade de Nice                  | Nizza                                        | Fußball               | 36.178 Sitzplätze | vorhanden |
| Stade Geoffroy-Guichard        | Saint-Étienne                                | Fußball               | 41.965 Sitzplätze | vorhanden |
| Teahupoʻo                      | Taiarapu-Ouest auf Tahiti in Frz.-Polynesien | Surfen                | 600 Stehplätze    | vorhanden |

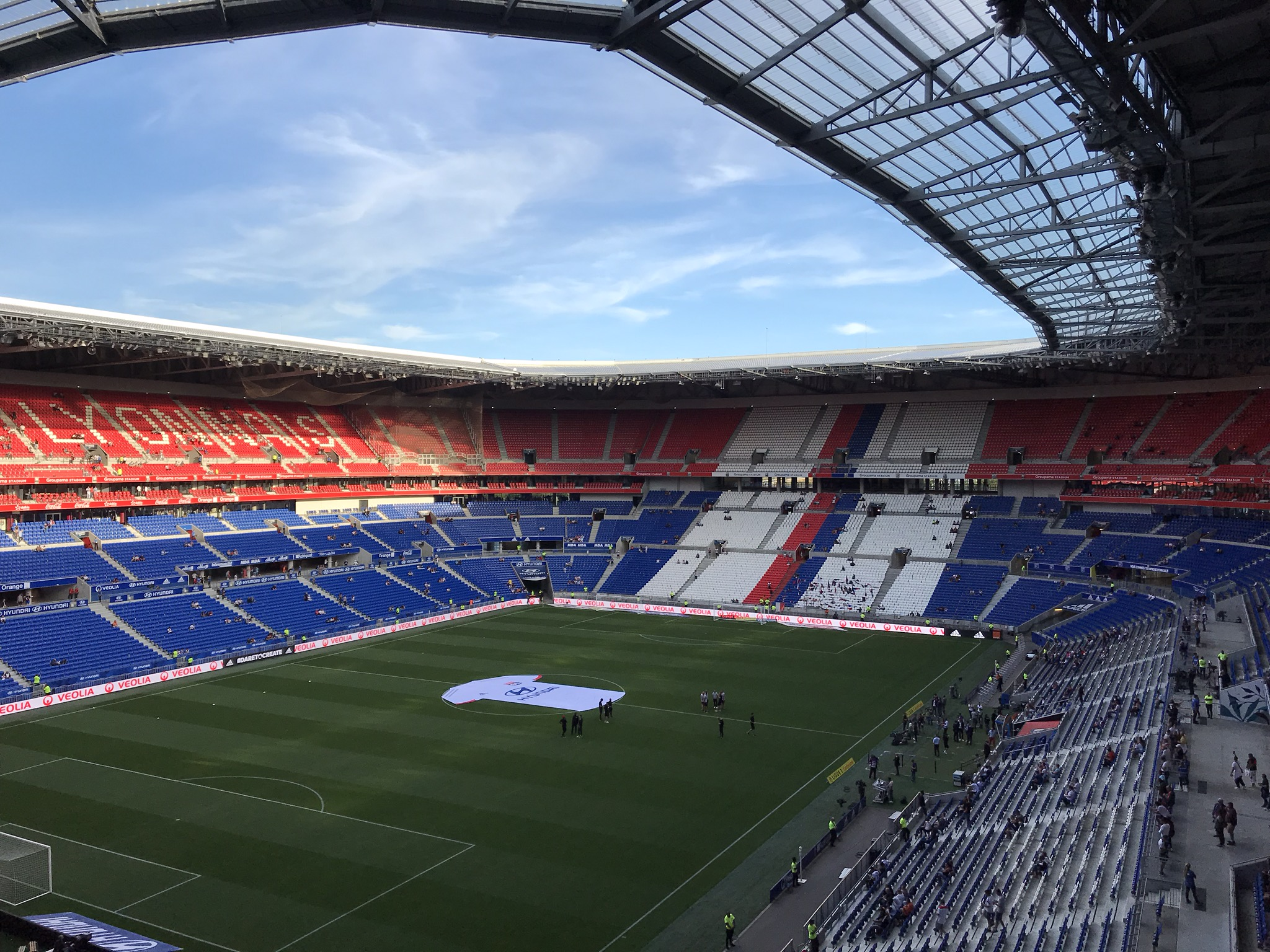
Stade de Lyon
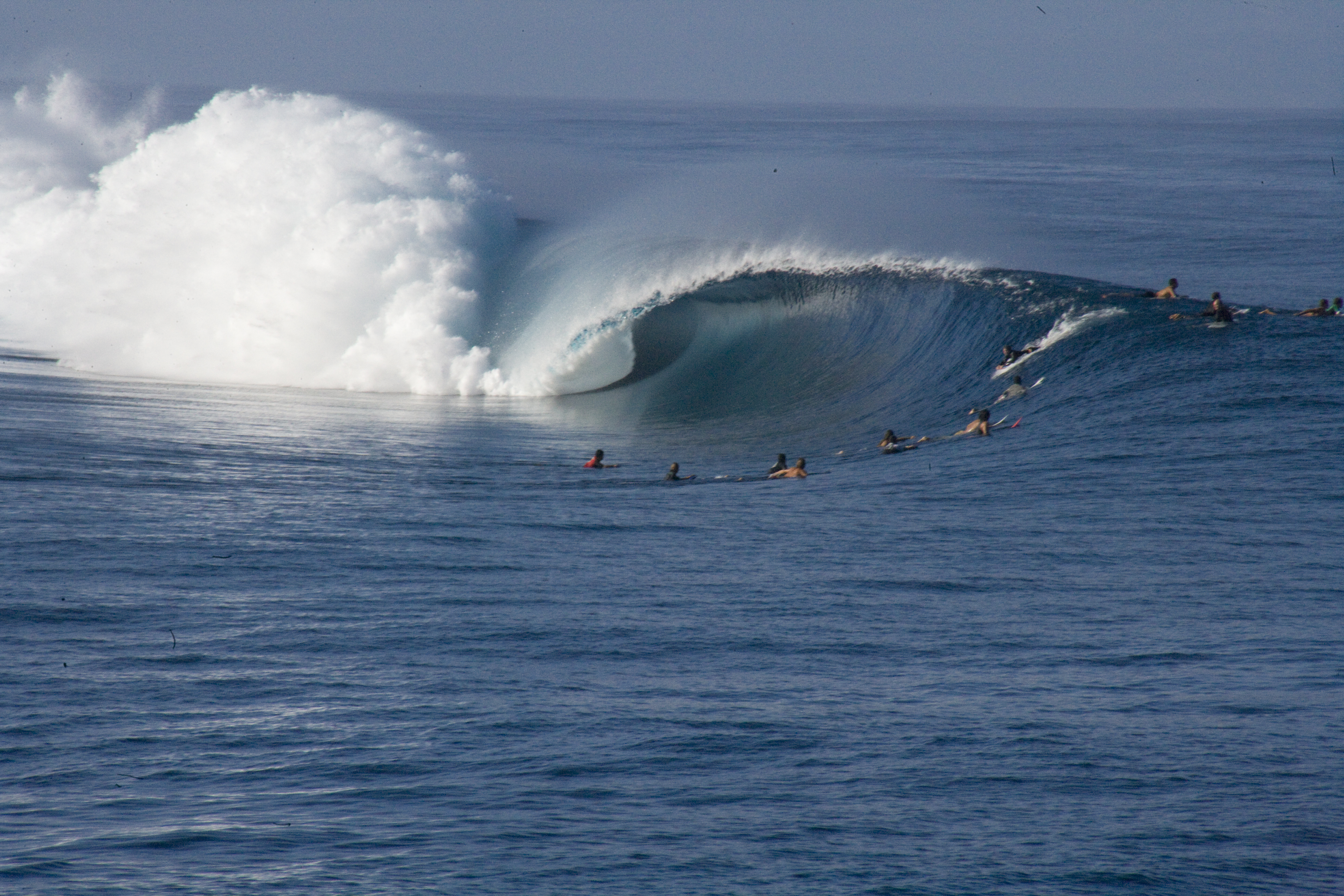
Teahupoo auf Tahiti

### Wichtige Orte für Organisation, Logistik und Öffentlichkeitsarbeit
| Ort                                                | Funktion                                                                                      |
| -------------------------------------------------- | --------------------------------------------------------------------------------------------- |
| Seine                                              | Eröffnungsfeier auf der Seine zwischen Pont d’Austerlitz und Pont d’Iéna/Jardins du Trocadéro |
| Le Pulse                                           | Sitz des IOC                                                                                  |
| Saint-Ouen-sur-Seine, Île Saint-Denis, Saint-Denis | Olympisches Dorf                                                                              |
| Dugny                                              | Medienzentrum und International Broadcast Centre                                              |

### Wiederverwendete Einrichtungen
Für die Wettkämpfe, als Trainingsstätte sowie für den öffentlichen Nahverkehr wurden drei Einrichtungen genutzt, die für die Olympischen Spiele 1900 und 1924 gebaut wurden: die Métro-Linie Nummer 1, am 19. Juli 1900 anlässlich der ersten Olympischen Spiele und der Weltausstellung eingeweiht, das Stade de Colombes, das seinerzeit für 60.000 Zuschauer außerhalb der Stadtmauern errichtet wurde, weil die Stadt Paris sich weigerte, sich an den Kosten für den Bau des Prinzenparks zu beteiligen, und das Schwimmstadion Piscine des Tourelles, in dem der spätere Tarzan-Darsteller Johnny Weissmüller 1924 dreimal Gold und einmal Bronze gewann. Letzteres diente für die Spiele 2024 als Trainingsort für Schwimmer und Triathleten.

## Zeremonien

### Olympischer Fackellauf
Das olympische Feuer wurde am 16. April 2024 traditionsgemäß in Olympia entzündet. Am 27. April 2024 wurde das Feuer mit dem alten Dreimast-Segelschiff Belem vom Hafen von Piräus bis Marseille transportiert. Am 8. Mai erreichte das Schiff den Hafen der Stadt, wo der Fackellauf seine erste von 68 Etappen abhielt. Der Fackellauf führte zu Beginn durch verschiedene Städte der Provence-Alpes-Côte d’Azur, ehe das Feuer am 13. Mai in Montpellier angelangte und am Folgetag mit dem Schiff auf Korsika zu sehen war. Am Folgetag kehrte der Fackellauf in die Region Okzitanien zurück und verlief fortan durch diese. Ab dem 20. Mai führte die Route für eine Woche durch die Region Nouvelle-Aquitaine, ehe der Fackellauf einen Abstecher in den Süden der Region Centre-Val de Loire nach Châteauroux machte. Über die Städte Angers und Laval in der Region Pays de la Loire führte der Fackellauf an den letzten zwei Tagen im Mai durch die Normandie. Mit Rennes folgte am 1. Juni die erste Etappe in der Bretagne. Nach einem Abstecher in Richtung Süden, nach Niort, ging es entlang der Küste nach Brest. Dort startete am 7. Juni die Überquerung des Atlantischen Ozeans.
Vom 9. bis 17. Juni sollte das olympische Feuer durch die französischen Überseegebiete Französisch-Guayana, Neukaledonien, Réunion, Französisch-Polynesien, Guadeloupe und Martinique reisen. Nachdem es in Neukaledonien zu Ausschreitungen gekommen war, bei denen sechs Menschen zu Tode kamen, wurde das französische Gebiet zwischen Australien und Neuseeland aus der Liste der Stationen gestrichen. Am 18. Juni wurde der Fackellauf in Nizza fortgesetzt. Über Avignon am Folgetag führte die Route durch die Region Auvergne-Rhône-Alpes und erreichte am 23. Juni im Rahmen des International Olympic Day den Wintersportort Chamonix-Mont-Blanc. Dort wurde das Feuer mit einer Zahnradbahn bis zum Gletscher Mer de Glace gebracht. Anschließend besuchte es das Stade Olympique de Chamonix, wo 100 Jahre zuvor die 1. Olympischen Winterspiele eröffnet worden waren. Die Route führte weiter nach Besançon und verlief am 26. Juni mit einem Abstecher in die deutsche Stadt Weil am Rhein weiter nach Straßburg.

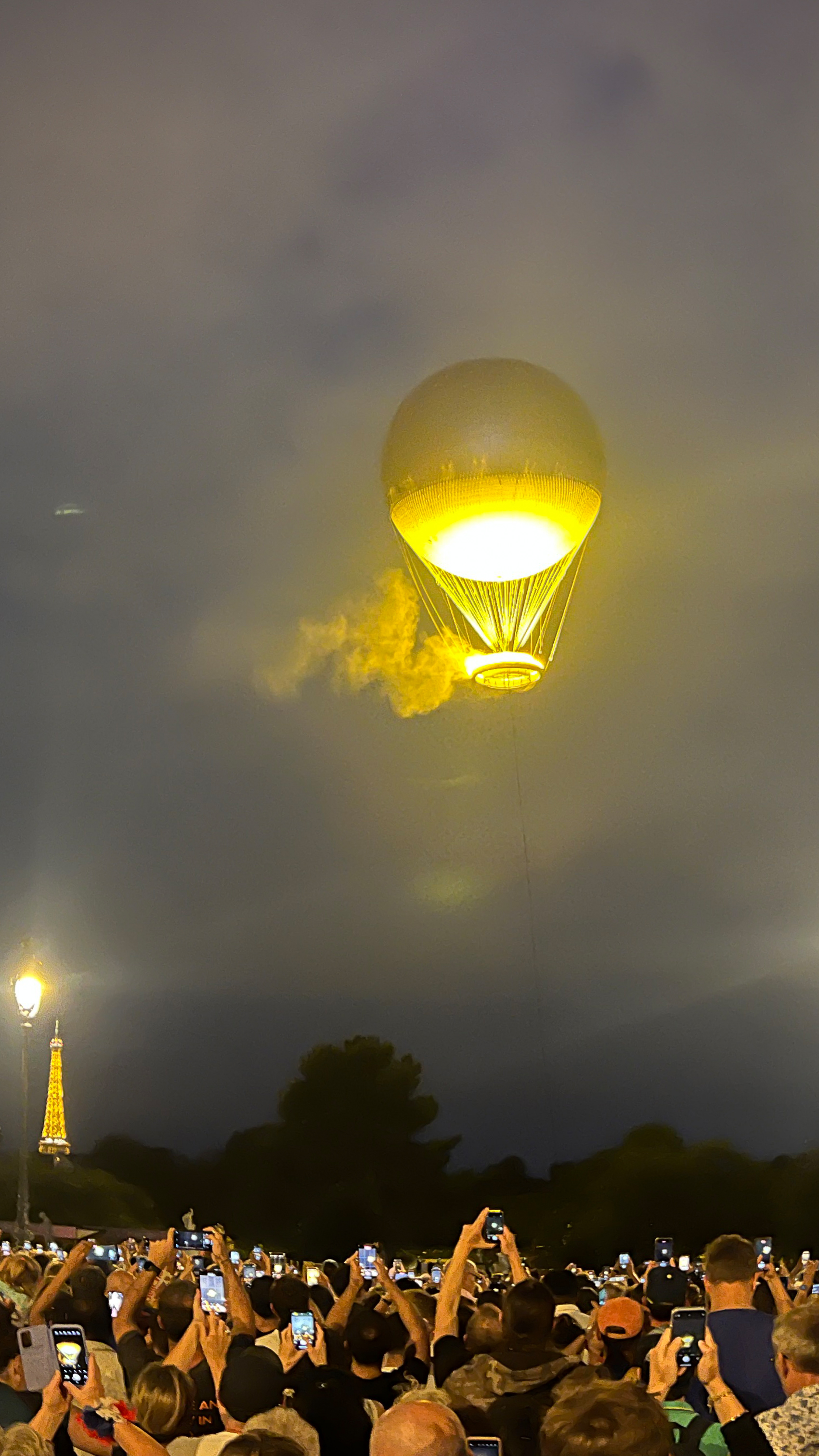
Das olympische Feuer im Jardin des Tuileries in einer Schale unter einem Gasballon zur Erinnerung an die Montgolfière

Nach mehreren Stationen in der Region Grand Est erreichte der Fackellauf am 2. Juli Lille. Fortan verlief die Strecke entlang der Nordküste, ehe am 6. Juli der Kurs Richtung Süden wechselte und an diesem Tag nach Vernon führte. Im weiteren Verlauf folgten mehrere Stationen in der Region Centre-Val de Loire sowie in den Städten Auxerre, Dijon und Troyes. Am 14. Juli, dem französischen Nationalfeiertag erreichte das olympische Feuer erstmals Paris, wo es an zwei Tagen durch die Hauptstadt getragen wurde. Der Fackellauf führte am 17. Juli nach Saint-Quentin und am Folgetag nach Oise. Anschließend erreichte er sieben Tage vor Beginn der Spiele die Region Île-de-France. Hier absolvierte der Fackellauf jeden Tag eine Etappe in einem der acht Départements.
Schlusspunkt war schließlich Paris mit der Eröffnungsfeier am 26. Juli 2024. Dort fungierte anfangs eine als Phantom verkleidete Person als Fackelträger. Dieser wurde immer wieder gezeigt, wie er die Fackel mit Stunteinlagen über die Dächer von Paris trug und dabei geschichtsträchtige Gebäude in den Fokus gerückt wurden. Er überreichte anschließend die Fackel am Jardins du Trocadéro an den ehemaligen französischen Fußballspieler Zinédine Zidane, der diese an den spanischen Tennisspieler Rafael Nadal übergab. Nadal fuhr mit ein Boot, auf dem sich auch Serena Williams, Carl Lewis und Nadia Comăneci befanden, über die Seine. Als sie anlegten, war es Ex-Tennisspielerin Amélie Mauresmo, die den Fackellauf fortsetzte und die Fackel an Tony Parker übergab. Fortan folgten weitere französische Sportgrößen als Fackelträger. Unter ihnen auch der 100-jährige Charles Coste, der zu diesem Zeitpunkt älteste noch lebende französische Olympiasieger (1948 Gold im Bahnradsport). Er gab das Feuer an die ehemalige Leichtathletin Marie-José Pérec und den Judoka Teddy Riner weiter. Diese entfachten um 23.22 Uhr im Jardin des Tuileries einen Ring mit einem Durchmesser von sieben Metern, dieser hing an einem Ballon, der 60 Meter in die Höhe aufstieg. Die Installation sollte an den ersten Heißluftballon Montgolfière erinnern. Mit diesem fand 1783 in Paris der erste historisch gesicherte bemannte Flug in der Menschheitsgeschichte statt. Die Flamme am Ring war jedoch in Wirklichkeit ein Lichtstrom, der auf eine Wasserwolke projiziert wurde. Während der Spiele blieb der Ballon am Boden und hob jeden Tag nur am Abend einmal ab.

### Eröffnungsfeier
Die Eröffnung fand zum ersten Mal nicht in einem Stadion statt, sondern als Parade mit 600 Booten über eine Länge von sechs Kilometern auf der Seine. Lady Gaga sang während der Eröffnungszeremonie das Chanson Mon truc en plumes von Zizi Jeanmaire, auch Aya Nakamura (u. a. mit Djadja) und Céline Dion traten auf. Im März 2024 entschied das IOC, dass Athleten aus Russland und Belarus, die unter der Bezeichnung „Individuelle Neutrale Athleten“ an den Start gingen, nicht an der Eröffnungsfeier teilnehmen durften. Grund war der russische Angriffskrieg in der Ukraine. Eine Entscheidung über eine Teilnahme an der Abschlussfeier sollte später erfolgen.

### Abschlussfeier
Die Abschlussfeier, die von der Sängerin Zaho de Sagazan mit dem Chanson Sous le ciel de Paris im Jardin des Tuileries eröffnet wurde, fand am 11. August 2024 im Stade de France statt. Zu Beginn der Zeremonie im Stadion stand der Einmarsch der Fahnenträger der Mannschaften, gefolgt von den Athleten selbst. Sie verblieben danach im Stadionraum um die Bühne herum. An die Choreografie der Eröffnungsfeier schloss eine tänzerische Darbietung an, bei der sich über 100 Tänzer auf einer Bühne bewegten, deren Formen ein abstraktes Abbild der Kontinente boten. Zusammen mit einem goldenen Wesen, das die Erde und ihre Bewohner kennenlernen wollte, tanzten sie um fünf riesige Räder, die am Ende der Darbietung in die Höhe gehoben, in Gestalt der olympischen Ringe angeordnet wurden und dort schwebend verblieben, als ein Symbol der Einigkeit der Menschheit. Der Pianist Alain Roche interpretierte auf einem Flügel – der senkrecht nach oben gefahren wurde – eine Hymne an Apollo, dazu sang ein Tenor. Im weiteren Bühnenprogramm traten die französischen Bands Air und Phoenix auf. Tom Cruise seilte sich vom Dach des Stadions ab, um die olympische Flagge – die zuvor von der Pariser Bürgermeisterin Anne Hidalgo an die Bürgermeisterin von Los Angeles, Karen Bass, übergeben worden war – in einer vorproduzierten Einspielung in Windeseile nach Los Angeles zu bringen. Dort fand ein Konzert am Venice Beach mit den Red Hot Chili Peppers, Billie Eilish samt ihrem Bruder Finneas O’Connell, Snoop Dogg und Dr. Dre statt. Die Sängerin H.E.R. trug im Stadion die US-amerikanische Nationalhymne vor. Die Spiele endeten mit dem Verlöschen der olympischen Flamme, die in einer Laterne von den Tuillerien ins Stadion gebracht worden war, um dort ausgepustet zu werden, sowie einem Auftritt der Sängerin Yseult, die das Lied My Way interpretierte.

## Teilnehmer
Bei den Spielen sollten erstmals die gleiche Anzahl an Männern und Frauen teilnehmen. Die Quotenplätze waren auf 10.500 Teilnehmer beschränkt. Es qualifizierten sich Athleten aus 204 Nationen, einer Mannschaft und 32 individuelle neutrale Athleten. Am 8. Dezember 2023 verkündete das IOC, dass Sportler aus Russland und Belarus wegen des russischen Überfalls auf die Ukraine seit 2022 nur als neutrale individuelle Athleten startberechtigt waren. Mitte Juni 2024 entschied das IOC, dass 25 Athleten (14 Russen und 11 Belarussen) bei den Spielen unter Auflagen zugelassen wurden.
Die Zuordnung der Staaten bezieht sich auf die Zugehörigkeit der einzelnen Nationalen Olympischen Komitees (NOK) zu den Kontinentalverbänden des IOC. Die Reihenfolge der Kontinente bezieht sich auf die Gesamtzahl der Athleten. Die Reihenfolge der Mannschaften ist alphabetisch.
| Europa (5.021 Athleten aus 48 Nationen) | Europa (5.021 Athleten aus 48 Nationen) | Europa (5.021 Athleten aus 48 Nationen) |
| --- | --- | --- |
| - Albanien (8) - Andorra (2) - Armenien (15) - Aserbaidschan (48) - Belgien (165) - Bosnien und Herzegowina (5) - Bulgarien (46) - Dänemark (135) - Deutschland (447) - Estland (23) - Finnland (56) - Frankreich (573) - Georgien (28) - Griechenland (101) - Großbritannien (329) - Irland (140) | - Island (5) - Israel (92) - Italien (403) - Kosovo (9) - Kroatien (73) - Lettland (29) - Liechtenstein (1) - Litauen (50) - Luxemburg (14) - Malta (5) - Moldau (26) - Monaco (6) - Montenegro (19) - Niederlande (303) - Nordmazedonien (7) - Norwegen (107)                       | - Österreich (80) - Polen (213) - Portugal (73) - Rumänien (111) - San Marino (5) - Schweden (117) - Schweiz (128) - Serbien (112) - Slowakei (28) - Slowenien (90) - Spanien (382) - Tschechien (113) - Türkei (102) - Ukraine (140) - Ungarn (180) - Zypern (15)                                          |
| Amerika (2.115 Athleten aus 41 Nationen) | | |
| - Amerikanische Jungferninseln (3) - Antigua und Barbuda (5) - Argentinien (135) - Aruba (6) - Bahamas (18) - Barbados (4) - Belize (1) - Bermuda (8) - Bolivien (4) - Brasilien (277) - Britische Jungferninseln (4) - Cayman Islands (4) - Chile (48) - Costa Rica (7)                           | - Dominica (4) - Dominikanische Republik (56) - Ecuador (40) - El Salvador (8) - Grenada (6) - Guatemala (16) - Guyana (4) - Haiti (7) - Honduras (4) - Jamaika (66) - Kanada (318) - Kolumbien (89) - Kuba (63) - Mexiko (107)                                                      | - Nicaragua (7) - Panama (8) - Paraguay (28) - Peru (25) - Puerto Rico (51) - St. Kitts und Nevis (3) - St. Lucia (4) - St. Vincent und die Grenadinen (4) - Suriname (5) - Trinidad und Tobago (18) - Uruguay (26) - Venezuela (33) - Vereinigte Staaten (592)                                             |
| Asien (1.792 Athleten aus 44 Nationen) | | |
| - Afghanistan (6) - Bahrain (14) - Bangladesch (5) - Bhutan (3) - Brunei (3) - China, Volksrepublik (405) - Chinesisch Taipeh (59) - Hongkong (36) - Indien (117) - Indonesien (29) - Irak (22) - Iran (40) - Japan (404) - Jemen (4) - Jordanien (12)                                             | - Kambodscha (3) - Kasachstan (79) - Katar (13) - Kirgisistan (16) - Korea, DVR (16) - Korea, Republik (144) - Kuwait (9) - Laos (3) - Libanon (10) - Malaysia (26) - Malediven (5) - Mongolei (32) - Myanmar (2) - Nepal (7) - Oman (4)                                             | - Osttimor (4) - Pakistan (7) - Palästina (8) - Philippinen (22) - Saudi-Arabien (8) - Singapur (23) - Sri Lanka (6) - Syrien (6) - Tadschikistan (14) - Thailand (51) - Turkmenistan (6) - Usbekistan (86) - Vereinigte Arabische Emirate (13) - Vietnam (16)                                              |
| Afrika (1.009 Athleten aus 54 Nationen) | | |
| - Ägypten (153) - Algerien (45) - Angola (24) - Äquatorialguinea (3) - Äthiopien (34) - Benin (5) - Botswana (10) - Burkina Faso (8) - Burundi (7) - Dschibuti (7) - Elfenbeinküste (11) - Eritrea (12) - Eswatini (3) - Gabun (5) - Gambia (7) - Ghana (7) - Guinea (23) - Guinea-Bissau (6)      | - Kamerun (6) - Kap Verde (7) - Kenia (72) - Komoren (4) - Kongo, Demokrat. Rep. (6) - Kongo, Rep. (4) - Lesotho (3) - Liberia (8) - Libyen (6) - Madagaskar (7) - Malawi (3) - Mali (23) - Mauretanien (2) - Mauritius (13) - Marokko (59) - Mosambik (7) - Namibia (4) - Niger (7) | - Nigeria (88) - Ruanda (8) - Sambia (27) - São Tomé und Príncipe (3) - Senegal (11) - Seychellen (3) - Sierra Leone (5) - Simbabwe (7) - Somalia (1) - Südafrika (149) - Sudan (3) - Südsudan (14) - Tansania (7) - Togo (5) - Tschad (3) - Tunesien (26) - Uganda (24) - Zentralafrikanische Republik (4) |
| Ozeanien (758 Athleten aus 17 Nationen) | | |
| - Amerikanisch-Samoa (2) - Australien (460) - Cookinseln (1) - Fidschi (33) - Guam (8) - Kiribati (3) | - Marshallinseln (4) - Mikronesien (3) - Nauru (1) - Neuseeland (195) - Palau (3) - Papua-Neuguinea (7) | - Salomonen (2) - Samoa (24) - Tonga (4) - Tuvalu (2) - Vanuatu (6) |
| Andere (37 Athleten aus 1 Mannschaft/32 individuelle Athleten) | | |
| - Individuelle Neutrale Athleten (32) | - Refugee Olympic Team (37) | |

Zuordnung zu Frauen- und Männerwettbewerben
Das IOC folgte für die Zuordnung zu Männer- bzw. Frauenwettbewerben den Regelungen der jeweils akkreditierten Sportverbände. Diese definierten teilweise Kriterien wie Testosteronwerte oder Geschlechtschromosomen. Wenn der Verband keine Kriterien festlegte, galt die Eintragung im Pass.
Aufgrund der Verbandsregelungen konnten mehrere trans bzw. nichtbinäre Personen nicht an den Olympischen Spielen teilnehmen, unter anderem die Schwimmerin Lia Thomas. Nicht-cisgeschlechtliche Teilnehmende waren unter anderem Nikki Hiltz (7. im 1500-Meter-Lauf), Quinn (im Viertelfinale des Fußballturniers ausgeschieden) und Hergie Bacyadan (in der Vorrunde des Mittelgewichtboxens ausgeschieden).
Während der Spiele gab es Kontroversen um eine mögliche Intergeschlechtlichkeit der Boxerinnen Imane Khelif und Lin Yu-ting, welche im Weltergewicht bzw. Federgewicht Gold gewannen. Sie waren vom Boxverband IBA nach DNA-Tests von der Boxweltmeisterschaft der Frauen 2023 ausgeschlossen worden. Da der Verband 2019 aufgrund von Korruptionsvorwürfen vom IOC suspendiert wurde, kamen dessen Kriterien nicht zur Anwendung. Beide wurden nach ihrer Geburt als Frau registriert, tragen in ihren Pässen den Geschlechtseintrag weiblich und leben als Frauen, gemäß IOC-Regularien traten sie in den Frauenwettbewerben an.

## Wettkampfprogramm
Bei der 131. IOC-Session im September 2017 wurden die 28 Sportarten der Olympischen Spiele 2016 in Rio für Paris bestätigt. Weiterhin wurde im Dezember 2020 entschieden, dass anders als bei den Olympischen Spielen 2020 in Tokio Karate, Baseball und Softball nicht in Paris dabei sein werden, dafür aber die Disziplinen Surfen, Sportklettern und Skateboarding erhalten bleiben und Breaking hinzukommt. Die Anzahl der Entscheidungen wurde im Vergleich zu den letzten Spielen um 10 auf 329 reduziert. Gleichzeitig wurden die Mixed-Wettbewerbe von 18 auf 22 erhöht.
Nachfolgend die geplanten Änderungen im Detail:
- Mit Breaking wurde nach Eistanz zum ersten Mal ein Sommertanzsport ins olympische Programm aufgenommen. Es gab je einen Wettbewerb für Männer und für Frauen.
- Nachdem Baseball (für Männer) und Softball (für Frauen) in Tokio 2020 dabei waren, wurden die beiden Disziplinen wieder aus dem olympischen Programm gestrichen.
- Beim Boxen wurde das Programm für Frauen um das Bantamgewicht ergänzt – dafür wurde bei den Männern das Programm um das Halbschwergewicht verringert.
- Beim Kanurennsport wurde bei den Männern die Strecken beim C2 und K2 von 1000 auf 500 Meter verringert. Darüber hinaus wurde das K2-Rennen über 200 m sowohl bei den Männern als auch bei den Frauen gestrichen.
- Kanuslalom wurde sowohl für die Männer als auch für die Frauen um den Kajak Cross (früher „Extreme Slalom“ oder „Boatercross“ genannt) ergänzt.
- Karate mit seinen beiden Disziplinen Kata und Kumite wurde nach einer ersten Austragung in Tokio 2020 wieder aus dem olympischen Programm gestrichen.
- Beim Gewichtheben wurde bei den Männern das Bantam- und das Mittelschwergewicht gestrichen. Bei den Frauen wurde das Feder- durch das Fliegengewicht ersetzt – das Bantam- und das Mittelgewicht fiel weg.
- In der Leichtathletik ersetzte eine Mixed-Staffel im Gehen das 50-Kilometer-Gehen der Männer.
- Beim Schießen wurde die Trap Mixed-Mannschaft durch eine Skeet Mixed-Mannschaft ersetzt.
- Segeln wurde um Kitesurfen für Männer und Frauen ergänzt. Beim Windsurfen wurde das Brett RS:X durch ein iQFoil ersetzt. Finn-Dinghy für Männer wurde gestrichen. Die Rennen mit der 470er Jolle für Männer und Frauen wurden in einen Mixed-Wettkampf umgewandelt.
- Die olympische Kombination für Männer und Frauen im Sportklettern wurde durch eine Kombination bestehend aus Bouldern und Lead ersetzt. Darüber hinaus wurde Speed für Männer und Frauen olympisch.
- Der Gruppen-Wettbewerb im Synchronschwimmen wurde von einem reinen Wettbewerb für Frauen zu einem offenen Wettkampf geändert. Eine achtköpfige Mannschaft hatte die Möglichkeit, bis zu zwei weibliche Schwimmerinnen gegen zwei männliche auszutauschen.[45][46]

### Sportarten/Disziplinen
- Badminton Gesamt (5) = Männer (2)/Frauen (2)/Mixed (1)
- Basketball
  -  Basketball Gesamt (2) = Männer (1)/Frauen (1)
  -  3×3-Basketball Gesamt (2) = Männer (1)/Frauen (1)
- Bogenschießen Gesamt (5) = Männer (2)/Frauen (2)/Mixed (1)
- Boxen Gesamt (13) = Männer (7)/Frauen (6)
- Fechten Gesamt (12) = Männer (6)/Frauen (6)
- Fußball Gesamt (2) = Männer (1)/Frauen (1)
- Gewichtheben Gesamt (10) = Männer (5)/Frauen (5)
- Golf Gesamt (2) = Männer (1)/Frauen (1)
- Handball Gesamt (2) = Männer (1)/Frauen (1)
- Hockey Gesamt (2) = Männer (1)/Frauen (1)
- Judo Gesamt (15) = Männer (7)/Frauen (7)/Mixed (1)
- Kanusport
  -  Kanurennsport Gesamt (10) = Männer (5)/Frauen (5)
  -  Kanuslalom Gesamt (6) = Männer (3)/Frauen (3)
- Leichtathletik Gesamt (48) = Männer (23)/Frauen (23)/Mixed (2)
- Moderner Fünfkampf Gesamt (2) = Männer (1)/Frauen (1)
- Radsport
  -  Bahn Gesamt (12) = Männer (6)/Frauen (6)
  -  BMX-Freestyle Gesamt (2) = Männer (1)/Frauen (1)
  -  BMX-Rennen Gesamt (2) = Männer (1)/Frauen (1)
  -  Mountainbike Gesamt (2) = Männer (1)/Frauen (1)
  -  Straße Gesamt (4) = Männer (2)/Frauen (2)
- Reiten
  -  Dressur Gesamt (2) = Offen (2)
  -  Springen Gesamt (2) = Offen (2)
  -  Vielseitigkeit Gesamt (2) = Offen (2)
- Ringen
  -  Freistil Gesamt (12) = Männer (6)/Frauen (6)
  -  Griechisch-römisch Gesamt (6) = Männer (6)
- Rudern Gesamt (14) = Männer (7)/Frauen (7)
- Rugby
  -  Siebener-Rugby Gesamt (2) = Männer (1)/Frauen (1)
- Schießen Gesamt (15) = Männer (6)/Frauen (6)/Mixed (3)
- Schwimmsport
  -  Freiwasserschwimmen Gesamt (2) = Männer (1)/Frauen (1)
  -  Schwimmen Gesamt (35) = Männer (17)/Frauen (17)/Mixed (1)
  -  Synchronschwimmen Gesamt (2) = Frauen (1)/Offen (1)
  -  Wasserball Gesamt (2) = Männer (1)/Frauen (1)
  -  Wasserspringen Gesamt (8) = Männer (4)/Frauen (4)
- Segeln Gesamt (10) = Männer (4)/Frauen (4)/Mixed (2)
- Skateboard Gesamt (4) = Männer (2)/Frauen (2)
- Sportklettern Gesamt (4) = Männer (2)/Frauen (2)
- Surfen Gesamt (2) = Männer (1)/Frauen (1)
- Taekwondo Gesamt (8) = Männer (4)/Frauen (4)
- Tanzsport
  -  Breaking Gesamt (2) = Männer (1)/Frauen (1)
- Tennis Gesamt (5) = Männer (2)/Frauen (2)/Mixed (1)
- Tischtennis Gesamt (5) = Männer (2)/Frauen (2)/Mixed (1)
- Triathlon Gesamt (3) = Männer (1)/Frauen (1)/Mixed (1)
- Turnsport
  -  Kunstturnen Gesamt (14) = Männer (8)/Frauen (6)
  -  Rhythmische Sportgymnastik Gesamt (2) = Frauen (2)
  -  Trampolinturnen Gesamt (2) = Männer (1)/Frauen (1)
- Volleyball
  -  Beachvolleyball Gesamt (2) = Männer (1)/Frauen (1)
  -  Volleyball Gesamt (2) = Männer (1)/Frauen (1)

### Zeitplan
| Zeitplan           | Zeitplan                   | Zeitplan                   | Zeitplan  | Zeitplan  | Zeitplan  | Zeitplan  | Zeitplan  | Zeitplan  | Zeitplan  | Zeitplan  | Zeitplan    | Zeitplan    | Zeitplan    | Zeitplan    | Zeitplan    | Zeitplan    | Zeitplan    | Zeitplan    | Zeitplan    | Zeitplan    | Zeitplan    | Zeitplan           |
| Disziplin          | Disziplin                  | Disziplin                  | Mi. 24.   | Do. 25.   | Fr. 26.   | Sa. 27.   | So. 28.   | Mo. 29.   | Di. 30.   | Mi. 31.   | Do. 1.      | Fr. 2.      | Sa. 3.      | So. 4.      | Mo. 5.      | Di. 6.      | Mi. 7.      | Do. 8.      | Fr. 9.      | Sa. 10.     | So. 11.     | Ent- schei- dungen |
| Disziplin          | Disziplin                  | Disziplin                  | Juli 2024 | Juli 2024 | Juli 2024 | Juli 2024 | Juli 2024 | Juli 2024 | Juli 2024 | Juli 2024 | August 2024 | August 2024 | August 2024 | August 2024 | August 2024 | August 2024 | August 2024 | August 2024 | August 2024 | August 2024 | August 2024 | Ent- schei- dungen |
| ------------------ | -------------------------- | -------------------------- | --------- | --------- | --------- | --------- | --------- | --------- | --------- | --------- | ----------- | ----------- | ----------- | ----------- | ----------- | ----------- | ----------- | ----------- | ----------- | ----------- | ----------- | ------------------ |
| Eröffnungsfeier    |                            |                            |           |           |           |           |           |           |           |           |             |             |             |             |             |             |             |             |             |             |             |                    |
| Badminton          | Badminton                  | Badminton                  |           |           |           |           |           |           |           |           |             | 1           | 1           | 1           | 2           |             |             |             |             |             |             | 5                  |
| Basketball         | Basketball                 | Basketball                 |           |           |           |           |           |           |           |           |             |             |             |             |             |             |             |             |             | 1           | 1           | 2                  |
| Basketball         | 3×3-Basketball             | 3×3-Basketball             |           |           |           |           |           |           |           |           |             |             |             |             | 2           |             |             |             |             |             |             | 2                  |
| Bogenschießen      | Bogenschießen              | Bogenschießen              |           |           |           |           | 1         | 1         |           |           |             | 1           | 1           | 1           |             |             |             |             |             |             |             | 5                  |
| Boxen              | Boxen                      | Boxen                      |           |           |           |           |           |           |           |           |             |             |             |             |             | 1           | 2           | 2           | 4           | 4           |             | 13                 |
| Breaking           | Breaking                   | Breaking                   |           |           |           |           |           |           |           |           |             |             |             |             |             |             |             |             | 1           | 1           |             | 2                  |
| Fechten            | Fechten                    | Fechten                    |           |           |           | 2         | 2         | 2         | 1         | 1         | 1           | 1           | 1           | 1           |             |             |             |             |             |             |             | 12                 |
| Fußball            | Fußball                    | Fußball                    |           |           |           |           |           |           |           |           |             |             |             |             |             |             |             |             | 1           | 1           |             | 2                  |
| Gewichtheben       | Gewichtheben               | Gewichtheben               |           |           |           |           |           |           |           |           |             |             |             |             |             |             | 2           | 2           | 2           | 3           | 1           | 10                 |
| Golf               | Golf                       | Golf                       |           |           |           |           |           |           |           |           |             |             |             | 1           |             |             |             |             |             | 1           |             | 2                  |
| Handball           | Handball                   | Handball                   |           |           |           |           |           |           |           |           |             |             |             |             |             |             |             |             |             | 1           | 1           | 2                  |
| Hockey             | Hockey                     | Hockey                     |           |           |           |           |           |           |           |           |             |             |             |             |             |             |             | 1           | 1           |             |             | 2                  |
| Judo               | Judo                       | Judo                       |           |           |           | 2         | 2         | 2         | 2         | 2         | 2           | 2           | 1           |             |             |             |             |             |             |             |             | 15                 |
| Kanusport          | Kanurennsport              | Kanurennsport              |           |           |           |           |           |           |           |           |             |             |             |             |             |             |             | 3           | 4           | 3           |             | 10                 |
| Kanusport          | Kanuslalom                 | Kanuslalom                 |           |           |           |           | 1         | 1         |           | 1         | 1           |             |             |             | 2           |             |             |             |             |             |             | 6                  |
| Leichtathletik     | Leichtathletik             | Leichtathletik             |           |           |           |           |           |           |           |           | 2           | 1           | 5           | 3           | 4           | 5           | 5           | 5           | 8           | 9           | 1           | 48                 |
| Moderner Fünfkampf | Moderner Fünfkampf         | Moderner Fünfkampf         |           |           |           |           |           |           |           |           |             |             |             |             |             |             |             |             |             | 1           | 1           | 2                  |
| Radsport           | Bahn                       | Bahn                       |           |           |           |           |           |           |           |           |             |             |             |             | 1           | 1           | 2           | 2           | 2           | 1           | 3           | 12                 |
| Radsport           | BMX-Freestyle              | BMX-Freestyle              |           |           |           |           |           |           |           | 2         |             |             |             |             |             |             |             |             |             |             |             | 2                  |
| Radsport           | BMX-Rennen                 | BMX-Rennen                 |           |           |           |           |           |           |           |           |             | 2           |             |             |             |             |             |             |             |             |             | 2                  |
| Radsport           | Mountain-Bike              | Mountain-Bike              |           |           |           |           | 1         | 1         |           |           |             |             |             |             |             |             |             |             |             |             |             | 2                  |
| Radsport           | Straße                     | Straße                     |           |           |           | 2         |           |           |           |           |             |             | 1           | 1           |             |             |             |             |             |             |             | 4                  |
| Reitsport          | Dressur                    | Dressur                    |           |           |           |           |           |           |           |           |             |             | 1           | 1           |             |             |             |             |             |             |             | 2                  |
| Reitsport          | Springen                   | Springen                   |           |           |           |           |           |           |           |           |             | 1           |             |             |             | 1           |             |             |             |             |             | 2                  |
| Reitsport          | Vielseitigkeit             | Vielseitigkeit             |           |           |           |           |           | 2         |           |           |             |             |             |             |             |             |             |             |             |             |             | 2                  |
| Ringen             | Freistil                   | Freistil                   |           |           |           |           |           |           |           |           |             |             |             |             |             | 1           | 1           | 1           | 3           | 3           | 3           | 12                 |
| Ringen             | Griechisch-römisch         | Griechisch-römisch         |           |           |           |           |           |           |           |           |             |             |             |             |             | 2           | 2           | 2           |             |             |             | 6                  |
| Rudern             | Rudern                     | Rudern                     |           |           |           |           |           |           |           | 2         | 4           | 4           | 4           |             |             |             |             |             |             |             |             | 14                 |
| 7er-Rugby          | 7er-Rugby                  | 7er-Rugby                  |           |           |           | 1         |           |           | 1         |           |             |             |             |             |             |             |             |             |             |             |             | 2                  |
| Schießen           | Schießen                   | Schießen                   |           |           |           | 1         | 2         | 2         | 2         | 1         | 1           | 1           | 2           | 1           | 2           |             |             |             |             |             |             | 15                 |
| Schwimmsport       | Freiwasserschwimmen        | Freiwasserschwimmen        |           |           |           |           |           |           |           |           |             |             |             |             |             |             |             | 1           | 1           |             |             | 2                  |
| Schwimmsport       | Schwimmen                  | Schwimmen                  |           |           |           | 4         | 3         | 5         | 3         | 5         | 4           | 3           | 4           | 4           |             |             |             |             |             |             |             | 35                 |
| Schwimmsport       | Synchronschwimmen          | Synchronschwimmen          |           |           |           |           |           |           |           |           |             |             |             |             |             |             | 1           |             |             | 1           |             | 2                  |
| Schwimmsport       | Wasserball                 | Wasserball                 |           |           |           |           |           |           |           |           |             |             |             |             |             |             |             |             |             | 1           | 1           | 2                  |
| Schwimmsport       | Wasserspringen             | Wasserspringen             |           |           |           | 1         |           | 1         |           | 1         |             | 1           |             |             |             | 1           |             | 1           | 1           | 1           |             | 8                  |
| Segeln             | Segeln                     | Segeln                     |           |           |           |           |           |           |           |           | 2           | 2           |             |             |             |             | 2           | 3           | 1           |             |             | 10                 |
| Skateboard         | Skateboard                 | Skateboard                 |           |           |           |           | 1         | 1         |           |           |             |             |             |             |             | 1           | 1           |             |             |             |             | 4                  |
| Sportklettern      | Sportklettern              | Sportklettern              |           |           |           |           |           |           |           |           |             |             |             |             |             |             | 1           | 1           | 1           | 1           |             | 4                  |
| Surfen             | Surfen                     | Surfen                     |           |           |           |           |           |           |           |           |             |             |             |             |             | 2           |             |             |             |             |             | 2                  |
| Taekwondo          | Taekwondo                  | Taekwondo                  |           |           |           |           |           |           |           |           |             |             |             |             |             |             | 2           | 2           | 2           | 2           |             | 8                  |
| Tennis             | Tennis                     | Tennis                     |           |           |           |           |           |           |           |           |             | 1           | 2           | 2           |             |             |             |             |             |             |             | 5                  |
| Tischtennis        | Tischtennis                | Tischtennis                |           |           |           |           |           |           | 1         |           |             |             | 1           | 1           |             |             |             |             | 1           | 1           |             | 5                  |
| Triathlon          | Triathlon                  | Triathlon                  |           |           |           |           |           |           |           | 2         |             |             |             |             | 1           |             |             |             |             |             |             | 3                  |
| Turnsport          | Kunstturnen                | Kunstturnen                |           |           |           |           |           | 1         | 1         | 1         | 1           |             | 3           | 3           | 4           |             |             |             |             |             |             | 14                 |
| Turnsport          | Rhythmische Sportgymnastik | Rhythmische Sportgymnastik |           |           |           |           |           |           |           |           |             |             |             |             |             |             |             |             | 1           | 1           |             | 2                  |
| Turnsport          | Trampolinturnen            | Trampolinturnen            |           |           |           |           |           |           |           |           |             | 2           |             |             |             |             |             |             |             |             |             | 2                  |
| Volleyball         | Beachvolleyball            | Beachvolleyball            |           |           |           |           |           |           |           |           |             |             |             |             |             |             |             |             | 1           | 1           |             | 2                  |
| Volleyball         | Volleyball                 | Volleyball                 |           |           |           |           |           |           |           |           |             |             |             |             |             |             |             |             |             | 1           | 1           | 2                  |
| Schlussfeier       |                            |                            |           |           |           |           |           |           |           |           |             |             |             |             |             |             |             |             |             |             |             |                    |
| Entscheidungen     | Entscheidungen             | Entscheidungen             |           |           |           | 13        | 13        | 19        | 11        | 18        | 18          | 23          | 27          | 20          | 18          | 15          | 21          | 26          | 35          | 39          | 13          | 329                |
| Disziplin          | Disziplin                  | Disziplin                  | Mi. 24.   | Do. 25.   | Fr. 26.   | Sa. 27.   | So. 28.   | Mo. 29.   | Di. 30.   | Mi. 31.   | Do. 1.      | Fr. 2.      | Sa. 3.      | So. 4.      | Mo. 5.      | Di. 6.      | Mi. 7.      | Do. 8.      | Fr. 9.      | Sa. 10.     | So. 11.     | Ent- schei- dungen |
| Disziplin          | Disziplin                  | Disziplin                  | Juli 2024 | Juli 2024 | Juli 2024 | Juli 2024 | Juli 2024 | Juli 2024 | Juli 2024 | Juli 2024 | August 2024 | August 2024 | August 2024 | August 2024 | August 2024 | August 2024 | August 2024 | August 2024 | August 2024 | August 2024 | August 2024 | Ent- schei- dungen |

Farblegende

## Eintrittskarten
Die grundsätzlich personalisierten Eintrittskarten waren über die offizielle in französischer und englischer Sprache verfügbare Website zu kaufen. Der Verkaufsphase eins und zwei waren jeweils Verlosungen vorgeschaltet. Eine Vielzahl an Karten war nicht einzeln zu erwerben, sondern im Paket mit anderen und/oder Übernachtungskontingenten. Ende 2023 gingen übrig gebliebene Karten in den direkten Verkauf. Auch am Tag der Eröffnungsfeier waren noch zahlreiche Eintrittskarten verfügbar. Besonders beim Fußball blieben viele Plätze auf den Tribünen unbesetzt. Das Internationale Olympische Komitee hatte angekündigt, Personen mit anderweitig erworbenen Eintrittskarten den Zutritt zu verwehren. Die zum Eintritt berechtigenden Tickets waren ausschließlich in elektronischer Form über die jeweiligen Android- und iOS-Apps verfügbar. Sogenannte „Souvenir-Tickets“ auf Papier – welche ausschließlich der Erinnerung dienen – wurden nach Ende der Olympischen Spiele auf Anforderung mit der Post an die Besteller versendet. Das Angebot für 2,99 Euro zusätzlich wurde rege genutzt. Es bestand auch für die Paralympischen Spiele.
Insgesamt sollte es knapp zehn Millionen Tickets für die Olympischen Spiele in Paris geben. Die Veranstalter hatten angekündigt, dass davon eine Million für unter 24 Euro erhältlich sein solle. In den Stadien war die Mehrzahl der Eintrittskarten allerdings den teuren Kategorien A und B zugeordnet.
Verbraucherschützer kritisierten, dass Kaufinteressenten unter psychologischen Druck gesetzt werden. Dies geschieht über den Mechanismus der künstlichen Verknappung via Verlosung und kurzer Zeitfenster für den Kauf.

## Sicherheit
Aufgrund der erhöhten Terrorbedrohung durch den „Islamischen Staat“ entschied sich der Schweizer Bundesrat am 31. Mai 2024 für verstärkte Kontrollen an der schweizerisch-französischen Grenze während der Olympischen Sommerspiele 2024 und weiterer Anlässe. Im Zeitraum vom 20. Juli bis 30. September 2024 finden auch in Deutschland Grenzkontrollen an der Staatsgrenze zu Frankreich und im Flugverkehr statt.
Insgesamt waren rund 35.000 Mitglieder der französischen Polizei und Gendarmerie, 18.000 Soldaten und mehrere tausende Personen privater Sicherheitsfirmen bei den Olympischen Spielen im Einsatz. Zudem galten in weiten Teilen der Stadt Zugangsbeschränkungen. Zudem führte Frankreich für den Zeitraum der Olympischen Sommerspiele Grenzkontrollen ein.

## Doping
Im Vorfeld der Olympischen Spiele 2024 recherchierte die ARD-Dopingredaktion mehrere große Dopingfälle.
In der Dokumentation Die Akte China wurde über positive Dopingproben bei 23 chinesischen Schwimmsportlern berichtet, die von der Welt-Anti-Doping-Agentur (WADA) nicht weiter untersucht wurden. 13 von 23 Schwimmern starteten bei den Olympischen Spielen 2020 in Tokio, vier von ihnen (Zhang Yufei, Yang Junxuan, Wang Shun und Yan Zibei) gewannen Medaillen: Gold in drei und Silber in zwei Disziplinen. Elf der 23 Schwimmer, darunter Zhang Yufei, Yang Junxuan, Wang Shun, Qin Haiyang und Fei Liwei, gehen auch bei den Olympischen Spielen 2024 an den Start. Die WADA geriet während der Spiele wegen möglicher Dopingvertuschung in starke Kritik, verweigerte jedoch die Aufnahme von Untersuchungen.
Ende Juli 2024 recherchierte die New York Times zwei weitere positive Dopingproben bei chinesischen Schwimmern aus dem Jahr 2022. Tang Muhan (Olympiasiegerin über 4 × 200 m Freistil) und He Junyi wurden positiv auf das Steroid Metandienon getestet. Erneut erklärte die CHINADA 2022, dass ein Kontaminationsfall vorliegen müsse; auch dies akzeptierte die WADA und leitete keine Untersuchungen wegen Dopings ein.
In einem anderen Fall erhielt die ARD-Dopingredaktion mit versteckter Kamera aufgenommenes Videomaterial von einem Interview mit dem spanischen Arzt Eufemiano Fuentes, der organisiertes Massendoping durch das spanische Olympiateam bei den Olympischen Sommerspielen 1992 in Barcelona gestand. Fuentes beschreibt unter anderem auch das Doping des spanischen 400-Meter-Läufers Cayetano Cornet, der nach seiner aktiven Laufbahn seit den Olympischen Spielen 2006 der Chef de Mission (Delegationsleiter) des spanischen Olympiateams ist, also auch bei den Olympischen Spielen 2024 in Paris.
Für die Dopingkontrolle während der Olympischen Spiele 2024 war die Internationale Test-Agentur (ITA) zuständig; die WADA hatte nur eine beobachtende Rolle. Den ITA-Berichten zufolge hatten 12 Prozent der Sportler vor den Olympischen Sommerspielen 2024 noch keine Dopingkontrolle 2024 absolviert. Damit gingen über 1000 Sportler ungetestet an den Start. Zudem zeigen WADA-Dokumente, dass bei Dopingtests nicht immer auf alle verbotenen Substanzen getestet wird. In einigen Sportarten wie Fußball, Tennis oder der Leichtathletik werden üblicherweise nur zehn Prozent der Proben auf klassische Dopingmittel wie Epo oder Wachstumshormon untersucht werden, wobei diese Quote bei den Olympischen Spielen höher liege könne. Victor Conte – der US-Sportlerinnen wie Marion Jones dopte – behauptet, er kenne 80 Dopingsubstanzen, auf die in der Trainingsphase nicht getestet würde.
Während der Olympischen Spiele wurden fünf Athleten nach positiven Dopingtests von den Wettkämpfen suspendiert: Der irakische Judoka Sajjad Ghanim Sehen Sehen (am 23. Juli positiv getestet auf die Steroide Metandienon und Boldenon), die nigerianische Boxerin Cynthia Temitayo Ogunsemilore (am 25. Juli positiv getestet auf das Entwässerungsmittel Furosemid), der afghanische Judoka Mohamed Samin Faizad und der kongolesische Fahnenträger und Sprinter Dominique Mulamba (beide positiv getestet auf das Steroid Stanozolol) sowie die griechische Stabhochspringerin Eleni-Klaoudia Polak. Laut dem ehemaligen WADA-Generalsekretär, David Howman, würden während Olympischer Spiele jedoch sowieso „nur die bekloppten Doper“ dopen und auffliegen; die Hochzeit des Dopings sei immer in den Wochen und Monaten vor den Spielen.

## Nachhaltigkeit
Die Organisatoren der Olympischen Spiele setzten sich zum Ziel, die bisher nachhaltigsten Spiele in der olympischen Geschichte auszurichten. Zentrale Elemente des Nachhaltigkeitskonzepts waren die Nutzung von 95 % bestehender oder temporärer Sportstätten, die Reduzierung des CO2-Fußabdrucks um 50 % im Vergleich zu früheren Austragungen und der Einsatz erneuerbarer Energien an allen Wettkampforten. Das kompakte Veranstaltungskonzept mit kurzen Wegen sollte den Transportbedarf minimieren. Paris 2024 strebte zudem klimapositive Spiele an, indem mehr Emissionen kompensiert werden sollten, als die Veranstaltung verursacht. Weitere Maßnahmen umfassten einen nachhaltigen Catering-Plan, Recycling und Projekte zur nachhaltigen Stadtentwicklung wie die Reinigung der Seine. Kritiker bezweifelten jedoch die vollständige Umsetzbarkeit und langfristige Wirksamkeit einiger dieser Initiativen.
Zur Klimatisierung der Unterkünfte setzten die Organisatoren auf ein geothermisches Kühlsystem, das kaltes Wasser durch Rohre unter den Gebäuden pumpt, um die Temperaturen zu senken. Ungeachtet dessen beschlossen insbesondere US-amerikanischen Athleten, eigene tragbare Klimaanlagen mitzubringen. Sarah Hirshland – CEO des United States Olympic & Paralympic Committee – betrachtete dies als notwendig für die Leistungsfähigkeit der Athleten.

## Übertragung und Berichterstattung
Die Olympischen Sommerspiele 2024 wurden von einer Reihe von Fernsehanstalten übertragen. Zuständig für die Produktion waren die Olympic Broadcasting Services, die das Videosignal zur Verfügung stellten. Das IOC setzte künstliche Intelligenz ein, um jegliche Beschimpfungen in den sozialen Medien zu blockieren, die sich gegen die Athleten oder Offiziellen richteten.
2015 vergab das Internationale Olympische Komitee die Übertragungsrechte auf dem europäischen Kontinent für die Jahre 2018 bis 2024 an Discovery und Eurosport. Die Vertragssumme wurde auf 1,3 Milliarden Euro geschätzt.
Discovery erteilte mehreren europäischen Sendern eine Sublizenz für die Übertragung des Fernsehsignals. Im Austragungsland Frankreich kam der öffentlich-rechtliche Fernsehsender France Télévisions zu solchen Rechten. In Deutschland sicherten sich die beiden Sender ARD und ZDF Sublizenzen für die Verbreitung. In Österreich wurden die Spiele vom ORF auf den Fernsehsendern ORF 1 und ORF SPORT + (teilweise auf Englisch) gezeigt, insgesamt 490 Stunden lang. In der Schweiz erfolgte die Live-Berichterstattung auf den Sendern der Sprachregionen von SRG SSR. Die schweizerische Rundfunkgesellschaft sicherte sich die Sublizenzen zusammen mit der Europäischen Rundfunkunion (EBU). Russlands Bundessender übertrug die Olympischen Spiele nicht.

### Deutschland
Über die Olympischen Sommerspiele 2024 berichteten täglich abwechselnd Das Erste und ZDF. Sie übertrugen ganztägig alle Sportarten im Hauptprogramm und sendeten in den Mediatheken Livestreams von allen parallel stattfindenden Wettbewerben. Das gemeinsame ARD/ZDF-Sendestudio befand sich an der Place de l’Alma mit Blick auf den Eiffelturm. Zum Moderations- und Kommentatorenteam gehörten:
| Funktion/Disziplin         |                                                                  |                                                                                                   |
| -------------------------- | ---------------------------------------------------------------- | ------------------------------------------------------------------------------------------------- |
| Moderatoren (Studio)       | Alexander Bommes Esther Sedlaczek                                | Jochen Breyer Katrin Müller-Hohenstein                                                            |
| Reporter                   | Claus Lufen (Leichtathletik) Lea Wagner (Deutsches Haus)         | Lena Kesting (Schwimmen) Norbert König (Leichtathletik) Amelie Stiefvatter Katja Streso Sven Voss |
| Badminton                  | Christina Graf                                                   | Martin Wolff                                                                                      |
| Basketball                 | Holger Sauer Lukas Schönmüller                                   | Daniel Pinschower Benni Zander                                                                    |
| Beachvolleyball            | Benedikt Brinsa Claus Lufen                                      | Dirk Berscheidt                                                                                   |
| Bogenschießen              | Sabrina Bramowski                                                | Heiko Klasen                                                                                      |
| Boxen                      | Eik Galley                                                       | Michael Pfeffer                                                                                   |
| Breaking                   | Laura Trust                                                      | Petra Bindl                                                                                       |
| Fechten                    | Michael Drevenstedt                                              | Julius Hilfenhaus                                                                                 |
| Fußball                    | Bernd Schmelzer Stephanie Baczyk                                 | Claudia Neumann Gari Paubandt                                                                     |
| Gewichtheben               | Marc Huster                                                      | Frank Gollenbeck                                                                                  |
| Golf                       | Matthias Cammann Andreas Köstler                                 | Konstantin Klostermann                                                                            |
| Handball                   | Hendrik Deichmann                                                | Christoph Hamm Florian Obst Gari Paubandt                                                         |
| Hockey                     | Christian Blunck                                                 | Adrian von der Groeben Konstantin Klostermann                                                     |
| Judo                       | Annett Böhm                                                      | Alexander von der Groeben                                                                         |
| Kanu                       | Jörg Klawitter (Sprint) Ann-Kathrin Rose (Kanuslalom)            | Susanne Simon (Sprint) Norbert Galeske (Kanuslalom)                                               |
| Klettern                   | Tobias Barnerssoi                                                | Julius Hilfenhaus Ludwig Korb                                                                     |
| Leichtathletik             | Ralf Scholt Wilfried Hark Frank Busemann Tim Tonder (Livestream) | Fabian Meseberg Marc Windgassen Alexandra Dersch (Livestream) Felix Tusche (Livestream)           |
| Moderner Fünfkampf         | Benedikt Brinsa                                                  | Heiko Klasen                                                                                      |
| Radsport                   | Florian Naß (Bahn) Jan Wiecken (BMX)                             | Michael Krämer (Bahn) Michael Pfeffer (Straße) Andreas Kürten (Mountainbike)                      |
| Reitsport                  | Carsten Sostmeier Sabine Hartelt                                 | Hermann Valkyser                                                                                  |
| Ringen                     | Eik Galley                                                       | Alexander von der Groeben                                                                         |
| Rudern                     | Jörg Klawitter                                                   | Norbert Galeske                                                                                   |
| Rugby                      | Jan Neumann                                                      | Sebastian Ungermanns Carlos Soteras Merz                                                          |
| Rhythmische Sportgymnastik | Regina Saur                                                      | Sylvia Warnke                                                                                     |
| Schwimmen                  | Tom Bartels Dorothea Brandt                                      | Volker Grube Andreas Kürten (Freiwasser) Sylvia Warnke (Synchronschwimmen)                        |
| Segeln                     | Peter Carstens                                                   | Nils Kaben                                                                                        |
| Skateboard                 | Tim Tonder Jan Wiecken                                           | Petra Bindl                                                                                       |
| Schießen                   | Eik Galley                                                       | Tibor Meingast                                                                                    |
| Surfen                     | Jan Wiecken                                                      | Nils Kaben                                                                                        |
| Taekwondo                  | Annett Böhm                                                      | Alexander von der Groeben                                                                         |
| Tennis                     | Matthias Cammann                                                 | Aris Donzelli                                                                                     |
| Tischtennis                | Christian Adolph                                                 | Michael Kreutz                                                                                    |
| Triathlon                  | Dirk Froberg                                                     | Martin Schneider                                                                                  |
| Turnen                     | Philipp Sohmer                                                   | Alexander Ruda                                                                                    |
| Volleyball                 | Thomas Kunze                                                     | Dirk Berscheidt Katharina Hosser                                                                  |
| Wasserball                 | Jan Neumann                                                      | Mirko Heintz                                                                                      |
| Wasserspringen             | Torsten Püschel                                                  | Eike Papsdorf                                                                                     |

Folgende Experten kamen als Co-Kommentatoren zum Einsatz:
- ARD: Felix Neureuther (Olympia), Frank Busemann (Leichtathletik), Dorothea Brandt (Schwimmen), Fabian Wegmann (Rad), Susann Beucke (Segeln), Christian Olah (Breakdance), Marlon Lipke (Surfen), Elisabeth Seitz (Turnen), Jasmin Richter (Taekwondo), Lea Schairer (Skateboard)
- ZDF: Kristina Vogel (Bahnrad), Jonas Reckermann (Beachvolleyball), Bao Chau Nguyen (Breakdance), Janne Müller-Wieland (Hockey), Ronald Rauhe (Kanu-Sprint), Hannes Aigner (Kanu-Slalom), Tina Punzel (Turmspringen), Christian Keller (Schwimmen), Tobias Schadewaldt (Segeln), Stefanie Wolter (Skateboard), Afridun Amu (Surfen), Andrea Petković (Tennis), Jan Frodeno (Triathlon), Ronny Ziesmer (Turnen)

Mit den Olympischen Spielen beendeten sechs Moderatoren ihre Karriere: Christoph Hamm, Aris Donzelli, Norbert Galeske, Michael Pfeffer, Norbert König (alle ZDF) und Wilfried Hark (ARD).

## Kontroversen und Vorfälle

### Bedingungen auf den Baustellen
Beim Bau der Wettkampfstätten kamen viele illegal in Frankreich lebende Immigranten zum Einsatz, die aufgrund ihres Status oftmals schlechteren Arbeitsbedingungen ausgesetzt waren. Am 17. Oktober 2023 besetzten 200 Arbeiter eine im Bau befindliche Arena und forderten mit Unterstützung der Gewerkschaft CGT und anderer Gruppen ein Bleiberecht und reguläre Arbeitsverträge für sich und weitere Kollegen. Den Forderungen wurde letztlich nachgegeben. Die Anzahl der Arbeitsunfälle auf den Baustellen lag zum Jahreswechsel 2023/24 bei 164, darunter 25 schwere.

### Vertreibung von Obdachlosen
Laut dem Guardian und unter Berufung auf eine Vertretung von 90 Hilfsorganisationen wurden von Mai 2023 bis Mai 2024 insgesamt 12.545 obdachlose Menschen aus Paris gegen ihren Willen mit Bussen in provisorische Zentren außerhalb der Metropolregion Paris, in andere Gegenden Frankreichs, transportiert, damit sie während der Olympischen Spiele nicht im Stadtbild stören. Über ein Viertel der Betroffenen waren Minderjährige. Diese Maßnahmen wurden als „soziale Säuberung“ kritisiert. Laut der Vertretung der Hilfsorganisationen müssten die Obdachlosen durch den Wohnortwechsel ohne ihre bewährten Hilfsnetzwerke auskommen, auf die sie jedoch angewiesen seien.

### Verpflegung und Unterbringung der Athleten
Zahlreiche Sportler aus verschiedensten Staaten beschwerten sich über das Essen. Der britische Schwimmer Adam Peaty sagte, mehrere Sportler hätten im Essen Würmer gefunden, während das Essen ansonsten für Sportler zu proteinarm sei. Andere britische Sportler beschwerten sich darüber, dass ihnen rohes Fleisch serviert worden sei. Schließlich ließ die britische Mannschaft einen eigenen Koch einfliegen.
Die aus harter Pappe gefertigten Betten – derartige fanden ebenso bei den Sommerspielen 2020 Verwendung – wurden von vielen Sportlern kritisiert. Scherzhaft wurden sie als „Anti-Sex-Betten“ bezeichnet. Der italienische Schwimmer Thomas Ceccon verbreitete über Kanäle in den sozialen Medien ein Video, das ihn beim Schlafen auf einer Wiese im Park zeigt, und das er in einem Interview mit den Worten kommentierte, dies sei immer noch bequemer als die Pappbetten, die zu hart und zu klein seien. Auch das Fehlen von Klimaanlagen war Gegenstand der Kritik. Einige Olympioniken verließen aus Protest das olympische Dorf und suchten sich auf eigene Faust Hotelzimmer, so beispielsweise die US-amerikanische Damen-Tennismannschaft. Die kanadische Mannschaft kaufte zusätzliche Kissen und Matratzenauflagen, um die Betten bequemer zu machen.

### Wasserqualität der Seine
Die Seine sollte als Wettkampfstätte für das Freiwasserschwimmen und den Triathlon dienen. Das Baden in ihr war zuvor für rund 100 Jahre verboten. Die Regierung ergriff Maßnahmen gegen die Gewässerverschmutzung; dazu wurden rund 1,4 Milliarden Euro in die Wasserqualität investiert und etwa ein großes Regenrückhaltebecken gebaut. Trotz fortlaufender Zweifel an der Wasserqualität schwamm die Pariser Bürgermeisterin Anne Hidalgo, begleitet von mehreren Mitarbeitern, Journalisten und ausgesuchten Gästen, zehn Tage vor Beginn der Spiele im Fluss, um die gute Wasserqualität zu demonstrieren. Am 28. und 29. Juli wurde jedoch das Training der Triathleten aufgrund mangelhafter Wasserqualität der Seine abgesagt. Am 30. Juli wurde nach Prüfung der Wasserqualität entschieden, den Start des Männer-Triathlons auf den 31. Juli zu verschieben, sodass am gleichen Tag der Männer- und Frauenwettbewerb stattfand. Die geplanten Trainingseinheiten der Triathleten am 3. und 4. August mussten jedoch aufgrund überschrittener Grenzwerte ebenfalls abgesagt werden.
Das Staffelrennen als solches konnte wie geplant am 5. August stattfinden. Die belgische Mannschaft hatte jedoch ihren Start beim Mixed-Staffel-Rennen abgesagt, nachdem Claire Michel nach dem Einzelrennen wegen einer Virusinfektion im Krankenhaus behandelt werden musste. Auch andere Triathleten erkrankten nach dem Wettkampf, ohne dass ein direkter Zusammenhang zum Wasser der Seine öffentlich gemacht wurde.
Das Training der Freiwasser-Schwimmer am Folgetag, dem 6. August, musste wie bereits die Trainings der Triathleten, wegen Grenzwertüberschreitungen abgesagt werden. Die Wettkämpfe wurden jedoch planmäßig ausgetragen, da im Folgenden die Grenzwerte eingehalten wurden. Nach den Wettkämpfen erkrankten drei der vier deutschen Freiwasserschwimmer an Durchfall und Erbrechen, auch Sportler anderer Nationen wie der irische Olympiasieger Daniel Wiffen mussten nach den Wettbewerben aufgrund einer Virusinfektion im Krankenhaus behandelt werden.

### Stürmung des Spielfeldes
Im Fußballspiel Argentinien gegen Marokko stürmten nach einem später aberkannten Treffer der argentinischen Mannschaft marokkanische Fans in der 16. Minute der Nachspielzeit das Spielfeld. Im Glauben, das Spiel sei beendet, verließen die Spieler den Rasen. Zwei Stunden später wurde das Spiel dann drei Minuten lang zu Ende gespielt. Argentiniens Fußballverband kritisierte die Spielfortsetzung und legte deshalb Beschwerde bei der FIFA ein.

### Sabotageakte auf Schnellfahrstrecken

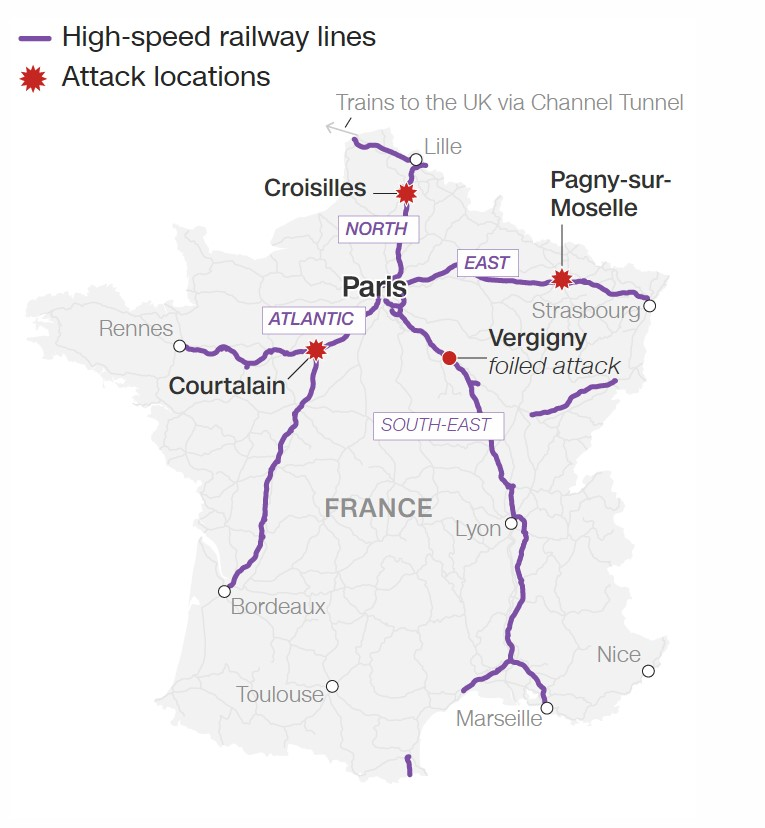
Die von den Anschlägen am 26. Juli 2024 betroffenen Strecken

In der Nacht auf Freitag, den 26. Juli 2024, dem Tag der Eröffnungsfeier, wurden bei mehreren koordinierten Sabotageakten die drei Schnellfahrstrecken Atlantique, Nord und Est européenne des staatlichen Infrastrukturbetreibers SNCF Réseau beschädigt; dabei wurden vorsätzlich Brände gelegt. Ein weiterer Anschlag auf die LGV Sud-Est konnte verhindert werden. Durch die Beschädigungen wurden am Tag der olympischen Eröffnungsfeier und zu Beginn des Wochenendes (27. bis 28. Juli) viele Bahnverbindungen mit TGV-Hochgeschwindigkeitszügen gestrichen oder verspäteten sich. Betroffen waren unter anderem die Strecken zwischen den Olympiastandorten Paris und Lille sowie der Eurostar zwischen London und Paris. Auch der Nahverkehr zum Stade de France, in dem die Rugby- und die Leichtathletik-Wettbewerbe stattfinden, war zeitweise unterbrochen. Bis Sonntagabend, 28. Juli konnten alle Schäden behoben werden. Bei den Tätern handelt es sich mutmaßlich um linksextreme Aktivisten.